# Cruciadă

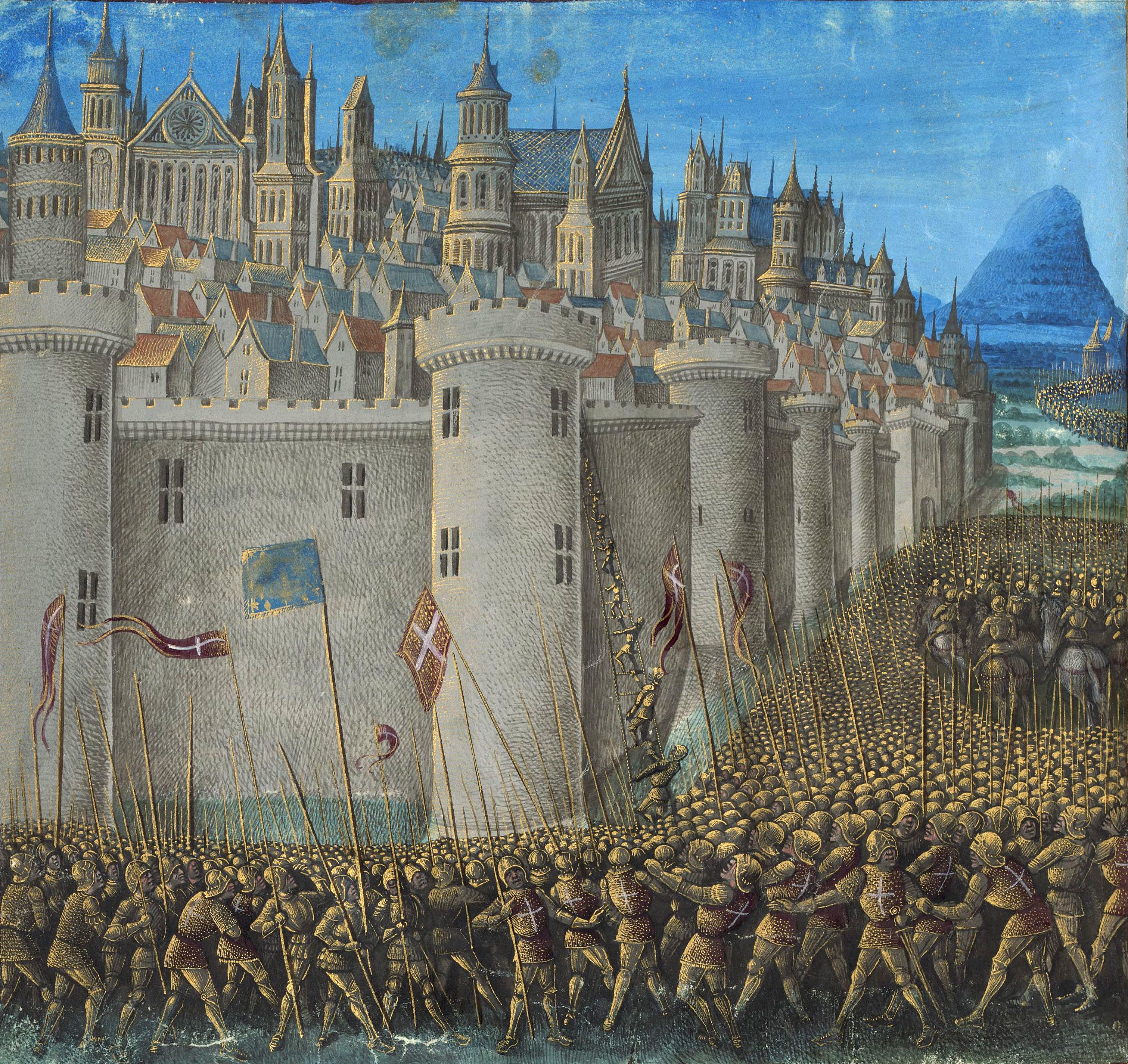
Asediul Antiohiei în timpul primei cruciade

Cruciadele au fost expediții militare ale feudalilor apuseni cu scopul de a cuceri și coloniza regiuni din Orientul Apropiat, îndeosebi Palestina și Ierusalimul.
Ele au apărut într-o societate aflată în plină expansiune politică și militară și sunt o întregire a procesului de colonizare petrecut în Europa, la ele participând toate clasele și păturile sociale.

## Caracterul și cauzele cruciadelor
Aspectul religios constă în faptul că aceste expediții au fost însoțite, la început, de o ideologie creștină. Proclamate ca "războaie sfinte", ele au fost organizate în numele eliberării așa numitelor "locuri sfinte", în principal, Ierusalimul și împrejurimile sale, de sub dominația musulmană. Caracterul religios al cruciadelor explică de ce conducerea lor a revenit papalității al cărei rol, pe plan internațional, se afirmă în secolul al XI-lea.
Orientul Apropiat, cuprinzând Bizanțul, Siria, Palestina, Egiptul, fiind mai dezvoltat din punct de vedere economic și cultural decât Occidentul, exercita, la sfârșitul secolului al XI-lea, o puternică atracție asupra claselor sociale din apusul Europei, care la acea dată trecea printr-o perioadă de criză, ca urmare a încheierii procesului de aservire a țărănimii, a creșterii puterii principilor, a instituirii ordinelor cavalerești, a sporului demografic, precum și a unor factori naturali: inundații, secetă, foamete, molime etc. Anarhia politică aducea prejudicii atât economiei domeniale, pe cale de a se dezvolta, cât și celei orășenești.
Canalizarea spiritului războinic al cavalerilor în afara Europei apărea tuturor o soluție fericită. La ideea de cruciadă au aderat repede și orășenii, care întrezăreau posibilitatea unor noi piețe de desfacere și aprovizionare. Participarea masivă a țărănimii la cruciade se explică, pe de o parte, prin pauperizarea ei, pe de altă parte, prin spiritul de colectivitate și solidaritate foarte puternic în Evul Mediu, fapt dovedit cu prisosință în timpul cruciadelor copiilor. Principii s-au alăturat și ei cruciadelor deoarece nu puteau rămâne în afara unei lupte care le ar fi adus noi stăpâniri, prestigiu și glorie, dar, de la început, între idealul nobiliar și cel popular a existat o prăpastie.
Posibilitatea unor acțiuni militare în răsărit și a unor deplasări de mase a fost creată de însăși situația politică din Orientul Apropiat. În a doua jumătate a secolului al XI-lea, turcii selgiucizi, după ce au cucerit Bagdadul în 1055, au înaintat în Asia Mică, în Siria și Palestina, pe atunci stăpânite de Califul din Egipt, iar în anul 1070 a fost cucerit Ierusalimul. Formarea emiratului de Damasc și a celor trei sultanate, Cappadocia, Rum și Smirna reprezentau o mare primejdie pentru Bizanț, într-un moment în care cumanii, pecenegii, maghiarii și normanzii atacau imperiul. În această situație, împărații bizantini au fost nevoiți, în mai multe rânduri, să ceară ajutor militar în Occident. Așa s-a născut inițiativa papalității de a organiza expediții în urma cărora scaunul apostolic și-ar fi mărit sfera de influență, mai întâi, prin înlăturarea schismei, din anul 1054, dintre bisericile catolice și ortodoxe, apoi, prin răspândirea catolicismului în noi regiuni. În conciliile de la Piacenza și Clermont din 1095, apelul de cruciadă a fost lansat de către papa Urban al II-lea.

## Cruciada I (1096–1099)

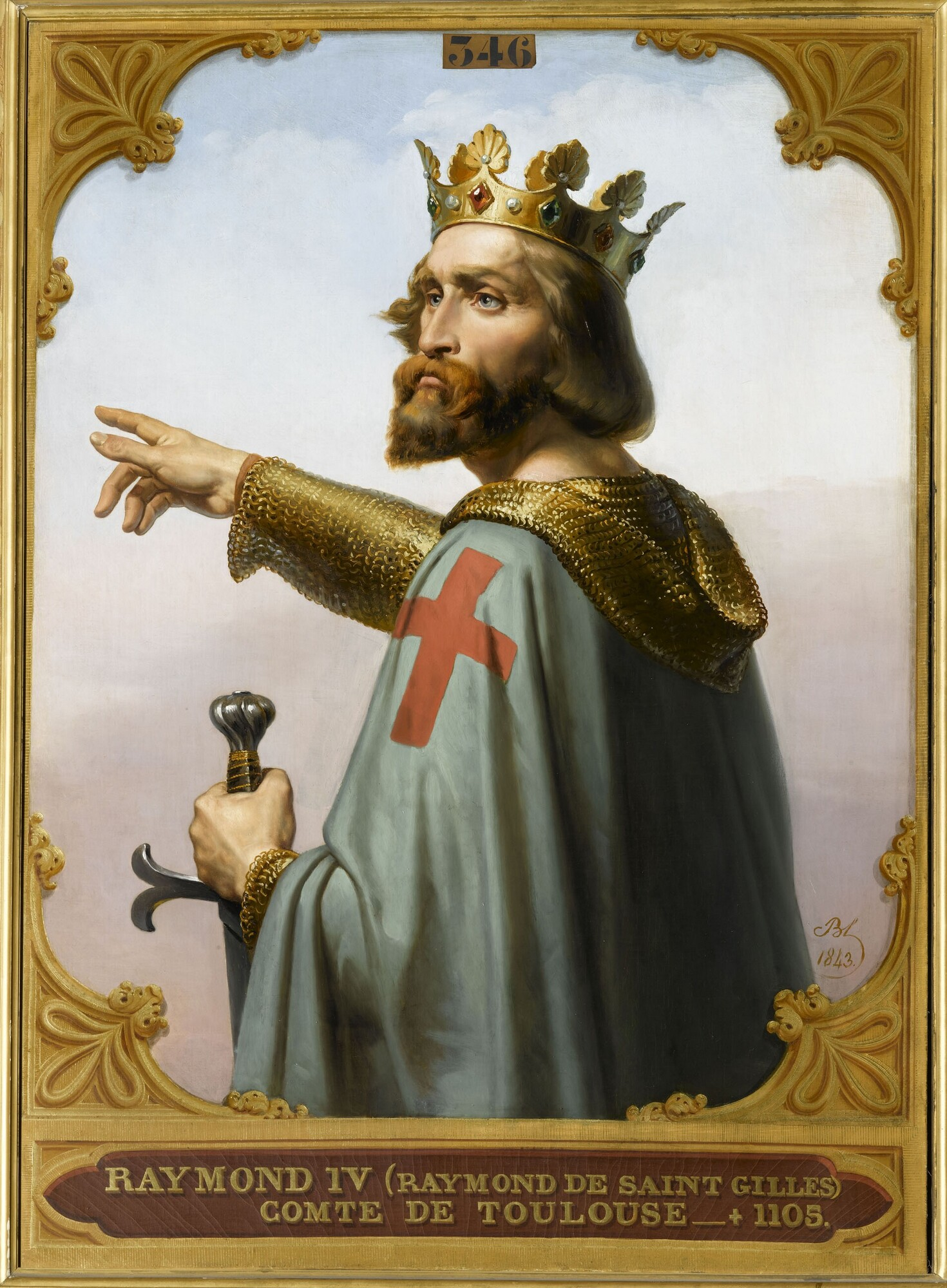
Raimond al IV-lea
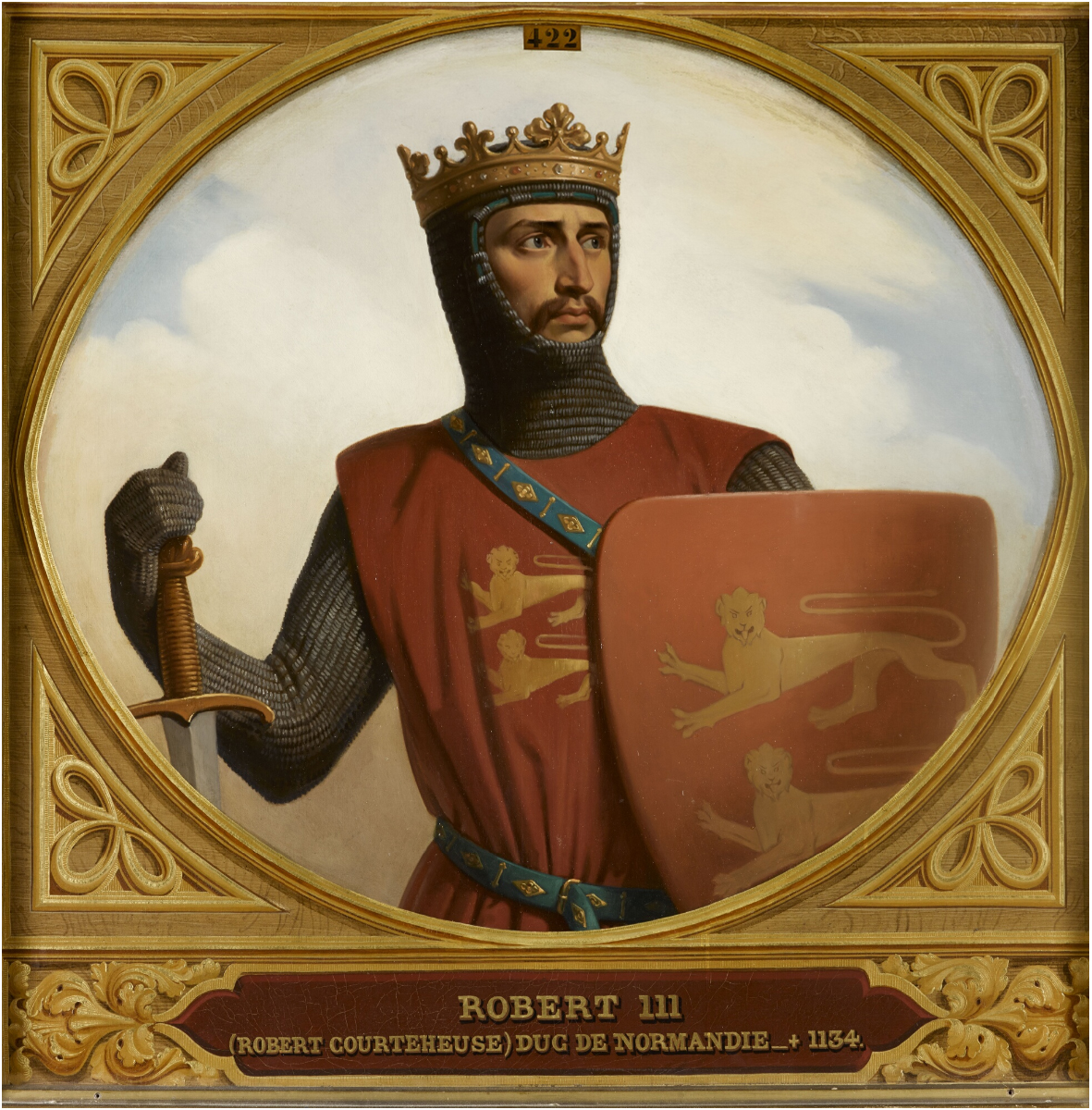
Robert Curthose
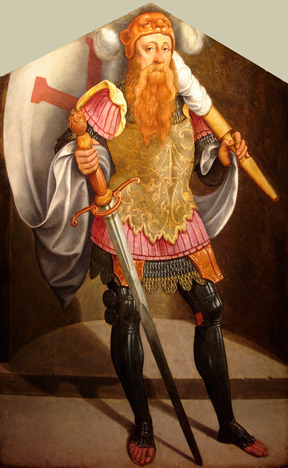
Godfrey de Bouillon
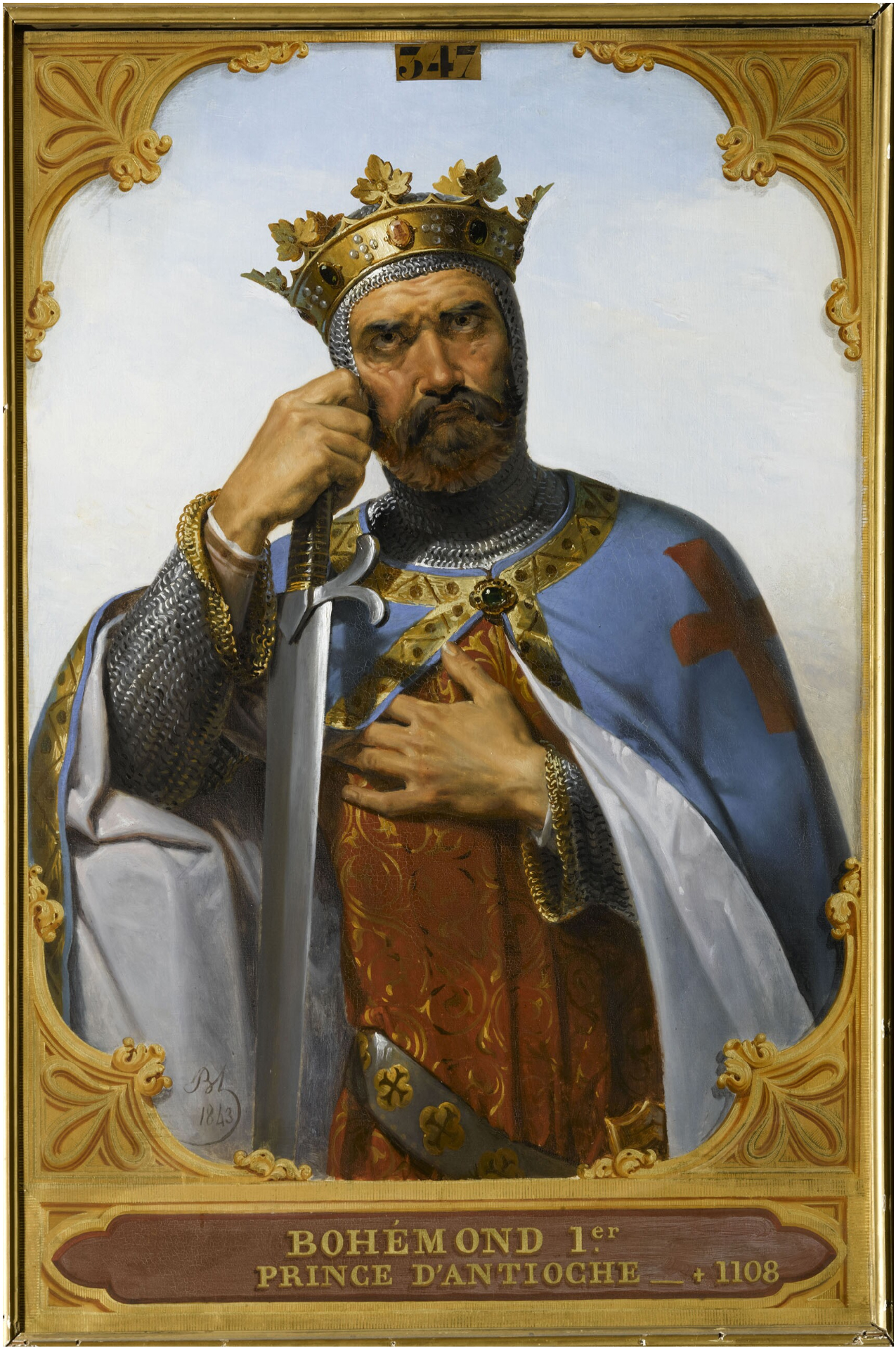
Boemund I

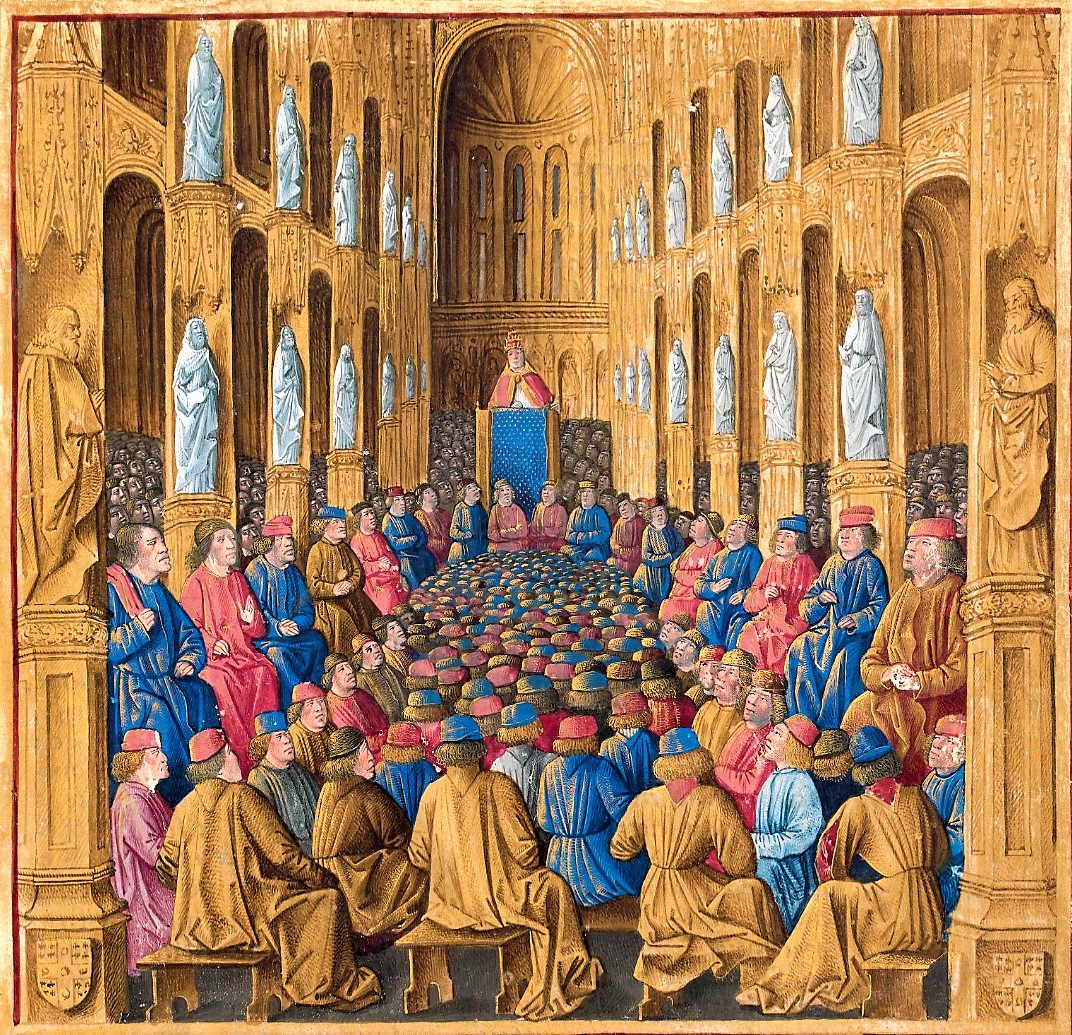
Conciliul de la Clermont

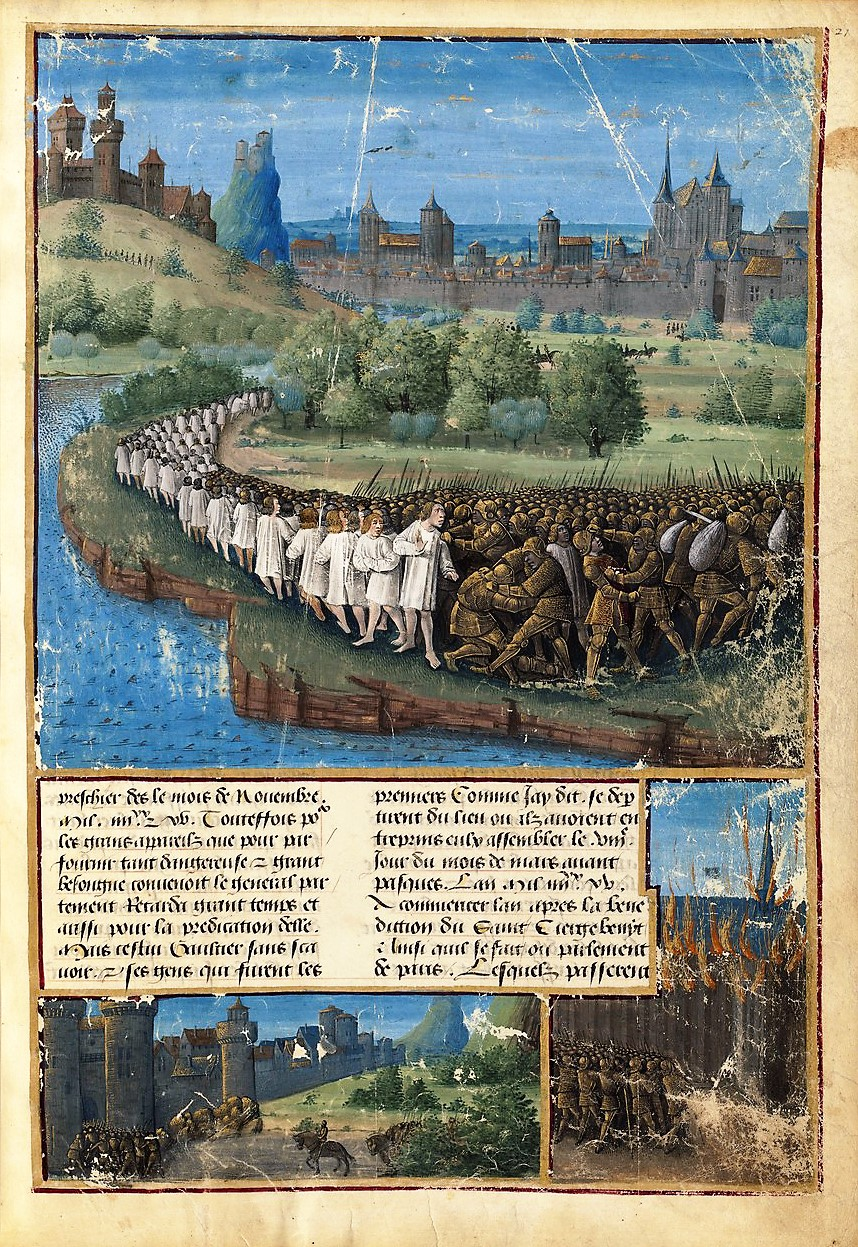
Cruciada săracilor

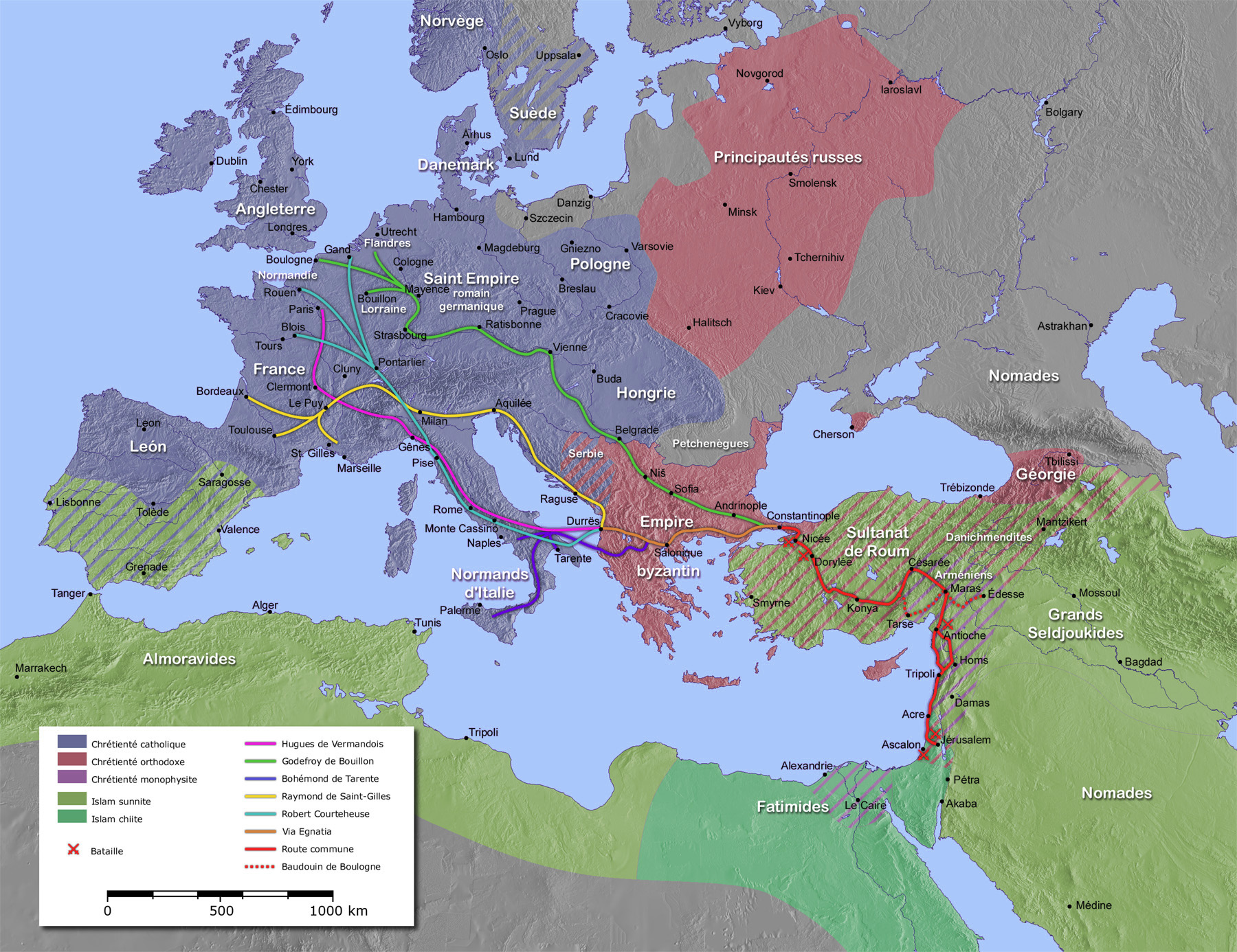
Drumul primei cruciade

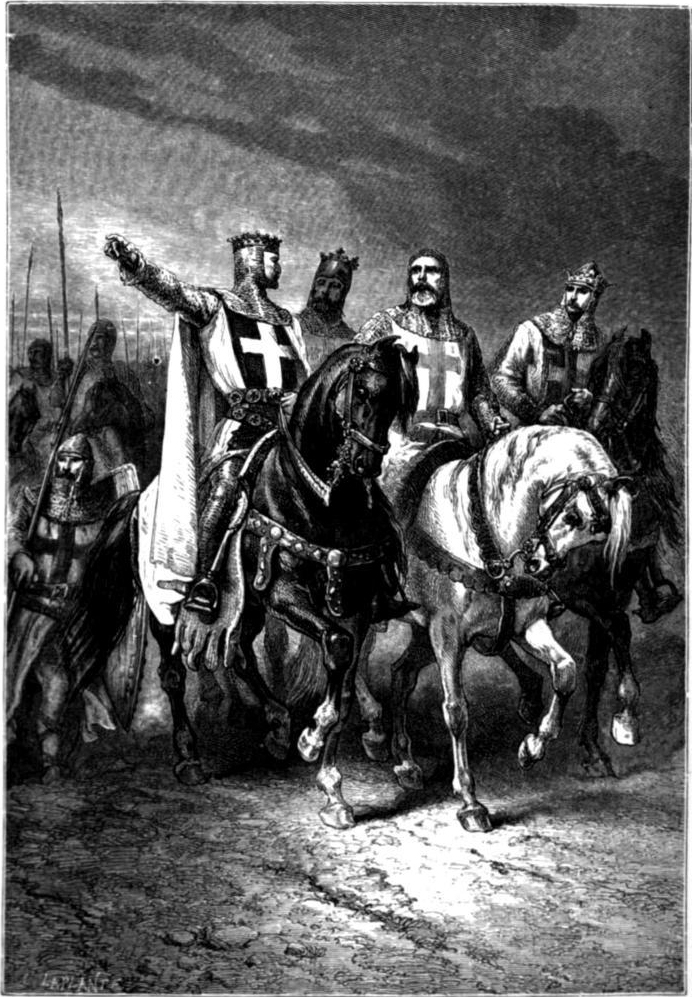
Cei patru șefi ai cruciadei: Godefroy de Bouillon, Boemund de Taranto, Raimond al IV-lea de Toulouse și Tancred de Taranto.

În Consiliul de la Clermont din 1095, în cadrul sinodului(adunare bisericeasca), Papa Urban al II-lea a anunțat public cruciada pentru eliberarea Țării Sfinte de sub ocupația musulmanilor, declarând "nimicirea dușmanilor creștinătății și iertarea eternă a păcatelor pentru cei care vor lupta sub semnul crucii". Răspunsul a fost pozitiv, iar papa le-a spus episcopilor să se întoarcă în parohiile lor și să obțină susținere pentru cruciadă pe fondul slǎbirii puterii selgiucizilor din Orient. 
Fiecare grup de creștini trebuia să se supună seniorului local și să se autofinanțeze. Grupurile trebuiau să se mobilizeze în august 1096 și să pornească spre Constantinopol, unde aveau să se alăture armatei gigantice a Bizanțului, să-i izgonească pe turcii selgiucizi din Asia Mică și să înainteze spre sud, prin Siria, până la Ierusalim. Cavaleri și oameni de rând, țărani și meșteșugari, chiar și hoți și călugări , au pornit la drum, conduși de Petru Eremitul și Walter cel Sărac. Cea mai mare parte dintre ei n-au ajuns niciodată în Palestina, fiind uciși, iar ceilalți au devenit hoarde de sălbatici și flămânzi.
Patru mari armate  de cruciați s-au format și au ajuns până la Constantinopol pe rute diferite. Primul care a sosit, în decembrie 1096, a fost grupul din Lorena, din Franța de Nord și Germania, condus de Godefroy de Bouillon. Al doilea sosit a fost un contigent de normanzi din sudul Italiei, condus de către ducele Boemund de Taranto și contele Tancret. Un al treilea grup a ajuns din sudul Franței, sub contele Raimond al IV-lea de Toulouse. Cel de-al patrulea era compus din francezi, normanzi și englezi, sub comanda ducelui Hugh de Vermandoi, a lui Robert Curthose de Normandia și a lui Stephen de Blois, sosind în mai 1097. 
Când au ajuns la Constantinopol, liderii cruciaților au fost supuși presiunilor de către împăratul Alexios I Comnen pentru a fi de acord că orice foste teritorii bizantine să-i revină lui. Pe cruciați aceste revendicări i-au nemulțumit  și au început să-l bănuiască pe Alexios de motive oportuniste. 
Traversând Asia Mică, cruciații s-au îndreptat spre Niceea, capitala turcilor anatolieni. Alexios a convins garnizoana de acolo să i se predea lui personal, și nu cruciaților, fapt care a întărit suspiciunile cruciaților în privința împăratului bizantin. Armata s-a divizat, diferite grupuri cucerind orașele Tarsos, Antiohia și dincolo de Eufrat, Edessa. Bohemund din Taranto se proclama prinț de Antiohia, iar Baudouin din Flandra ataca orașul Edes (Urfa sau Osroen), de dincolo de Eufrat. Majoritatea obiectivelor cruciaților au cedat ușor în față forțelor uriașe, predându-se înainte ca o armata turcească să le vină în ajutor. După Antiohia, cruciații s-au îndreptat spre Ierusalim.

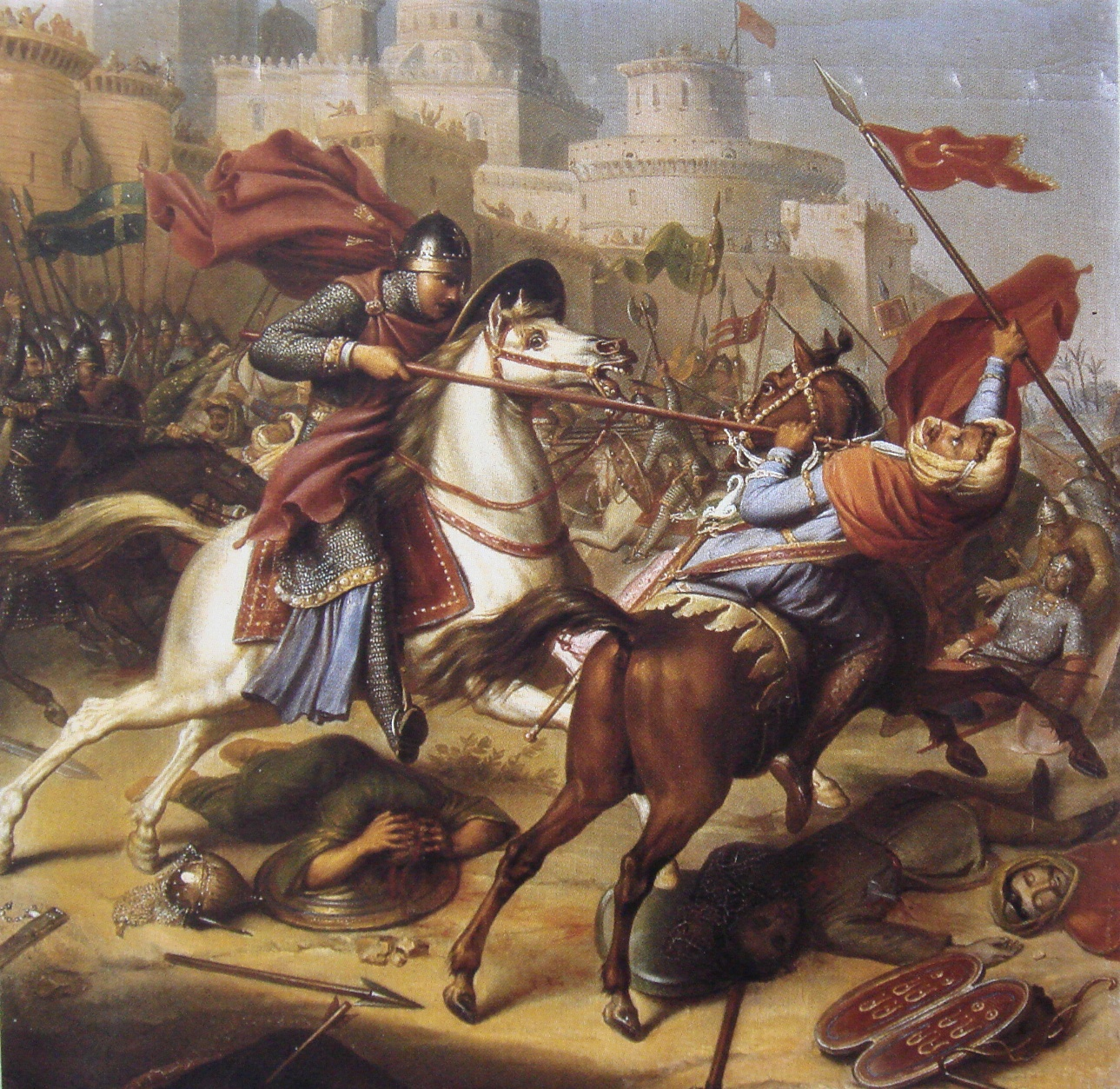
Confruntare din timpul asediului Antiohiei (1097–98).

Au ajuns în preajma Ierusalimului la 7 iunie 1099, găsind orașul sub control musulman și păzit de o garnizoană egipteană. Un alt grup de cruciați a sosit de la Genova cu mașinăriile de asediu necesare pentru atacul decisiv asupra zidurilor orașului. Bine pregătiți, cruciații au asediat Ierusalimul cu o armatǎ de 1300 de cǎlǎreți (cavaleri) și 12 000 de infanteriști cruciați englezi, francezi și germani, conduși de cavalerii nobili ca Raimond al IV-lea de Toulouse (Conte de Toulouse, marchiz de Provența și conte de Tripoli), Tancred de Taranto (cavaler normand, Principe de Galileea și regent al Antiohiei), Robert al II-lea de Flandra, Robert Curthose și Godefroy de Bouillon (Senior de Bouillon, Duce al Lotharingiei Inferioare și viitor suveran al regatului Ierusalimului).
Cetatea era apǎratǎ de doar 400 de cǎlǎreți fatimizi , trupe musulmane și mercenari nubieni conduși de guvernatorul fatimid Iftikhar ad-Dawla. După ce creștinii au năvălit peste zidurile exterioare și au intrat în oraș, aproape toți locuitorii au fost uciși în acea după-amiază, în noaptea care a urmat și a două zi dimineață. Musulmanii, evreii și chiar câțiva creștinii care mai erau în oraș au fost masacrați fără nicio deosebire. 70.000 de civili au fost măcelăriți. Mulți musulmani s-au refugiat în Moscheia Al-Aqsa, unde, în conformitate cu o însemnare din Gestă, "...măcelul a fost așa de mare, că oamenii noștri se bălăceau în sânge până la glezne..." După cum scria Raymond de Aguilers "...oamenii călăreau în sânge până la genunchi și la brida frâielor."
Tancred a cerut ca pradă de război cartierul templului și a oferit aici protecție celor câțiva musulmani de aici, dar nu a putut împiedică uciderea lor de camarazii săi de arme. Atrocitățile din timpul asediului Ierusalimului au rămas o pată neagră în istoria creștinismului medieval. Justificarea oferită pentru masacrarea populației orașului: sângele necredincioșilor avea să purifice Orașul Sfânt. 

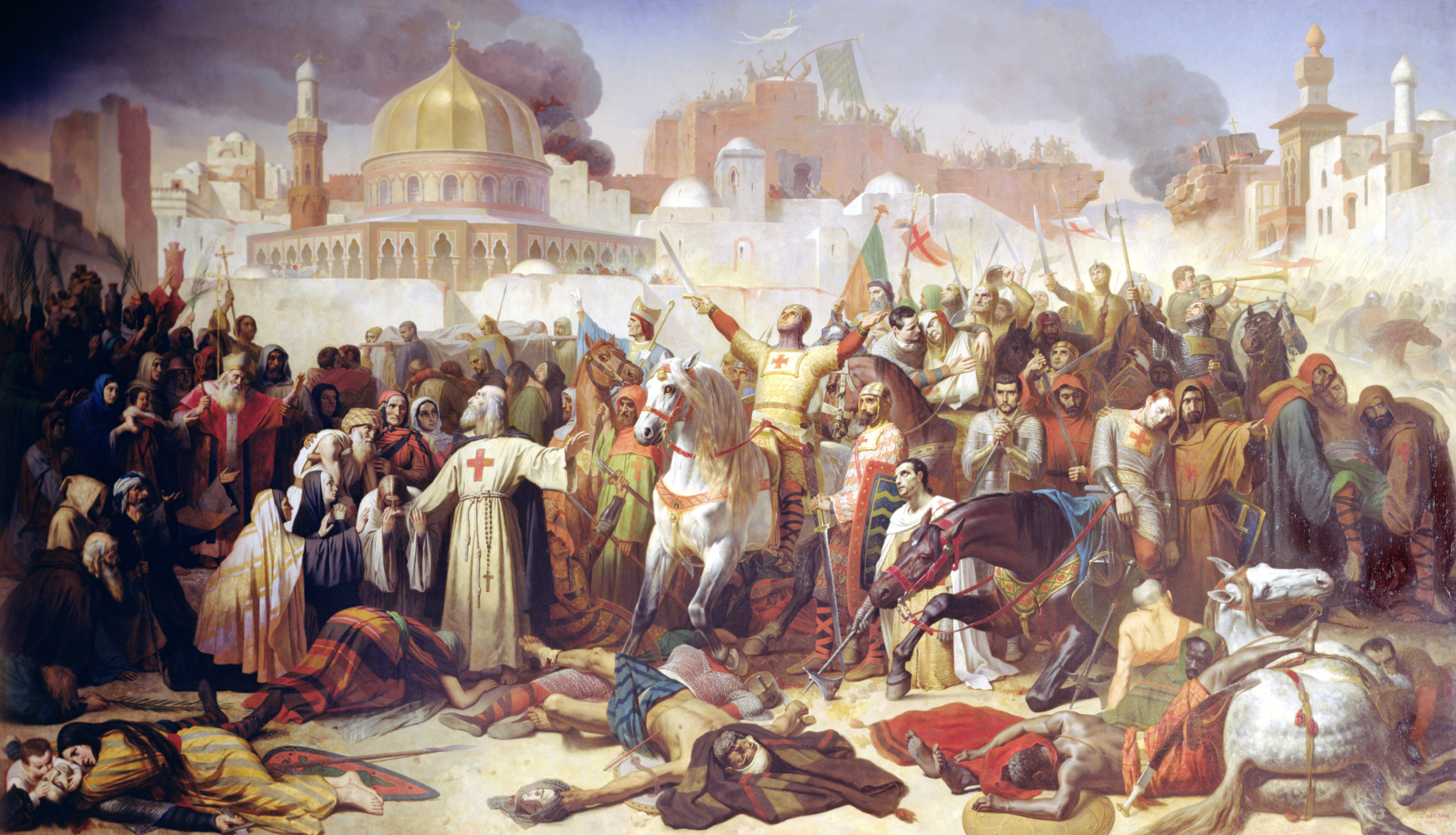
Cucerirea Ierusalimului

După masacru, Godfroy de Bouillon a fost numit Advocatus Sancti Sepulchri (Protector al Sfântului Mormânt), în 22 iulie 1099, el refuzând să fie încoronat rege în orașul în care Cristos a purtat cununa de spini. Raymond a refuzat să primească vreun titlu. Dar victoria bătăliei de la Ascalon le-a permis creștinilor să fondeze Regatul Latin al Ierusalimului, Godfrey devenind doar suveran. Grosul armatei cruciate s-a întors acasă, lăsându-l pe Godfroy cu o mică forță pentru a apăra orașul. Cruciații au întemeiat patru regate latino-creștine în Palestina și Siria. Cruciadele au mai continuat încǎ douǎ secole, de pe urmă cǎrora câteva sute de mii sau chiar milioane de oameni și-au pierdut viețile. În mai puțin de un an, Godfroy a fost succedat de fratele sau, Baldwin I, la conducerea Ierusalimului, primind titlul de rege. Vestea succesului primei cruciade s-a răspândit în întreagă Europa, inspirând pe mulți să o reproducă. Cruciada nu a creat însă un climat politic stabil în Orientul Mijlociu. 
Noii regi ai Ierusalimului s-au aflat într-o continuă stare defensivă, apărându-și teritoriul contra raidurilor repetate ale sarazinilor. Lumea musulmană s-a unit sub conducerea lui Zanghi, stăpânitorul Mosulului, iar în 1144, a recucerit Edessa.
În urma cuceririlor făcute, s-au creat mai multe formațiuni politice, conform sistemului politico-vasalic din Occident: Regatul Ierusalimului, Principatul de Antiohia, Principatul de Galileea, comitatele de Tripoli, Edessa, Jaffa, senioriile de Senioria de Tyr, Senioria de Ramla, Senioria de Kerak, Senioria de Ascalon, Senioria de Beirut, Senioria de Sidon, Senioria de Ibelin și altele. Organizarea lor este cunoscută din "Așezămintele Ierusalimului", o culegere de norme juridice privind obligațiile și drepturile clasei feudale, care reprezintă expresia clasică a ordinii feudale.
Pentru menținerea ordinii în rândul populației cucerite și pentru înlăturarea răscoalelor s-au înființat ordine militaro-călugărești: Ordinul Ioaniților și cel al Templierilor, organizate la începutul secolului al XII-lea de călugării francezi și Ordinul germanic al teutonilor, spre sfârșitul aceluiași veac.

## Cruciada a II-a (1147–1149)

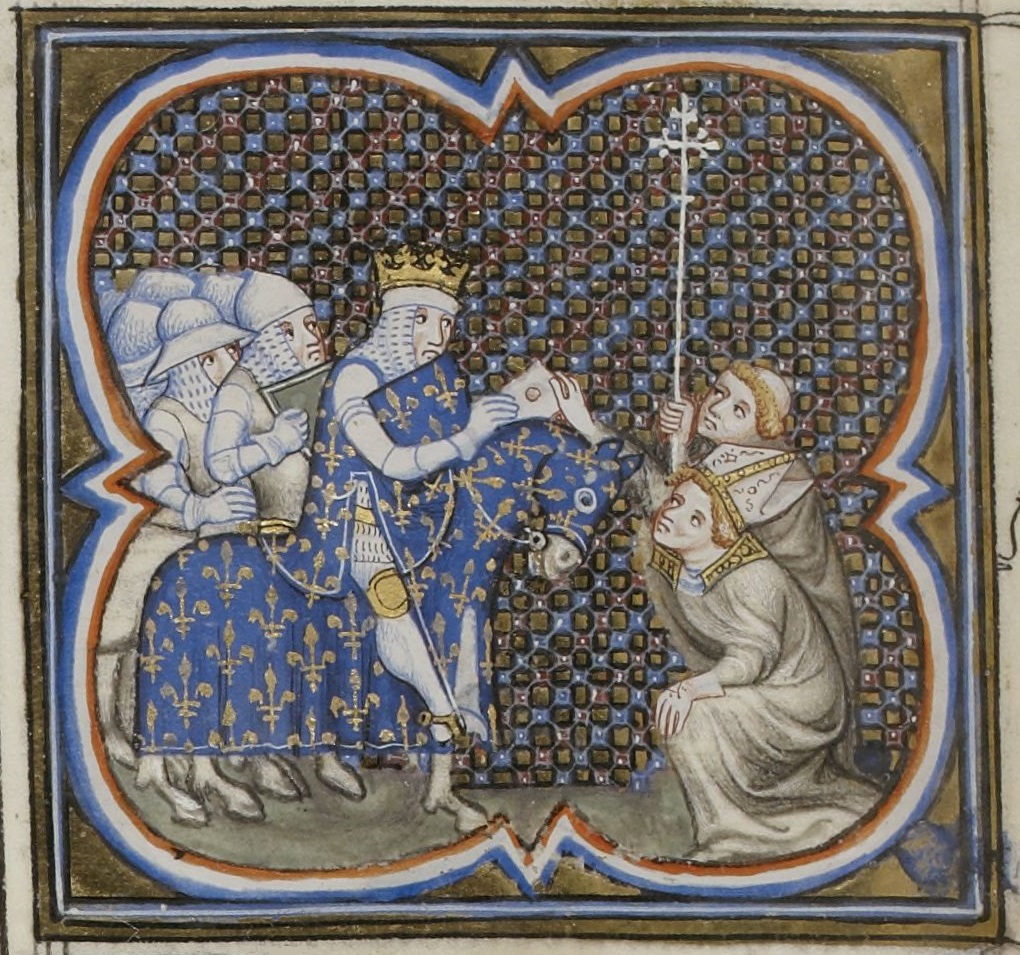
Ludovic al VII-lea
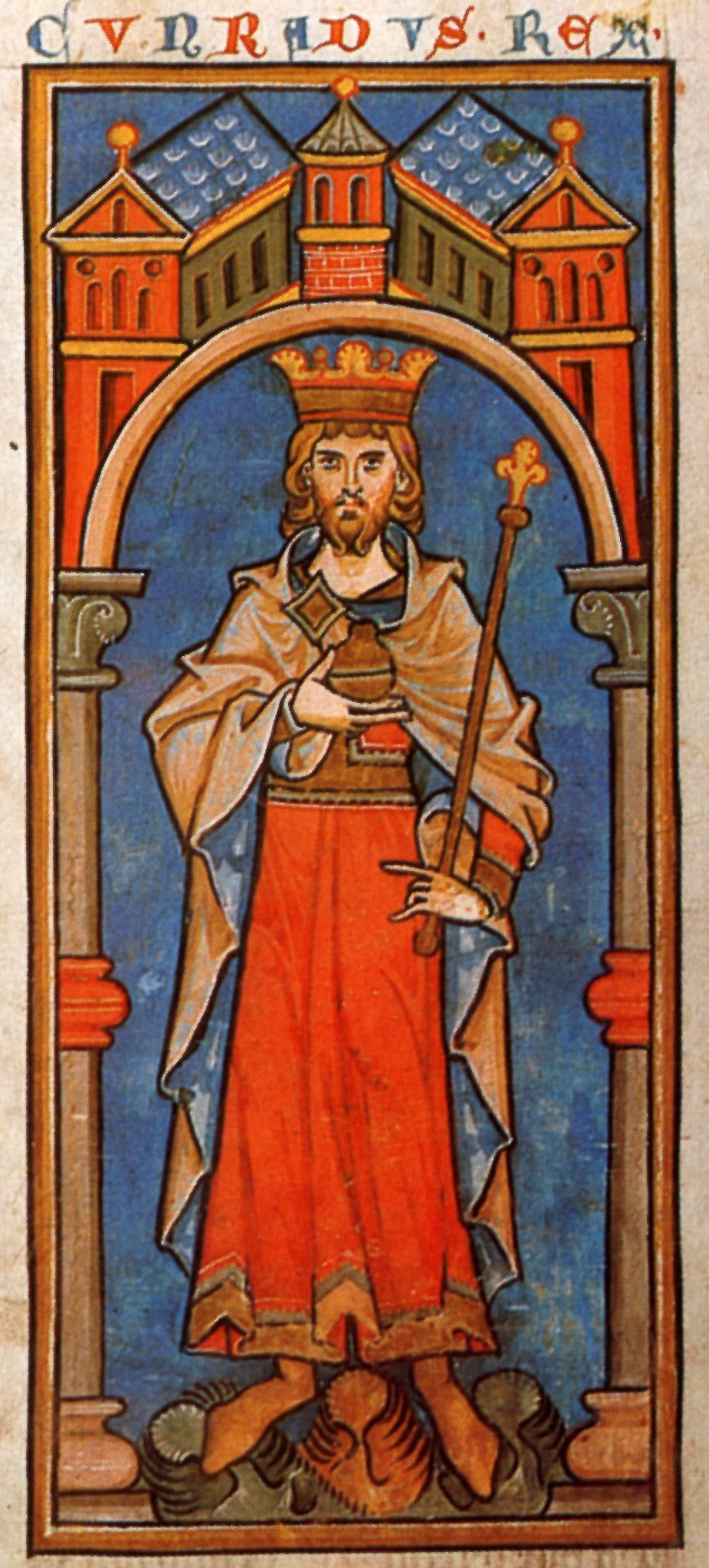
Conrad al III-lea

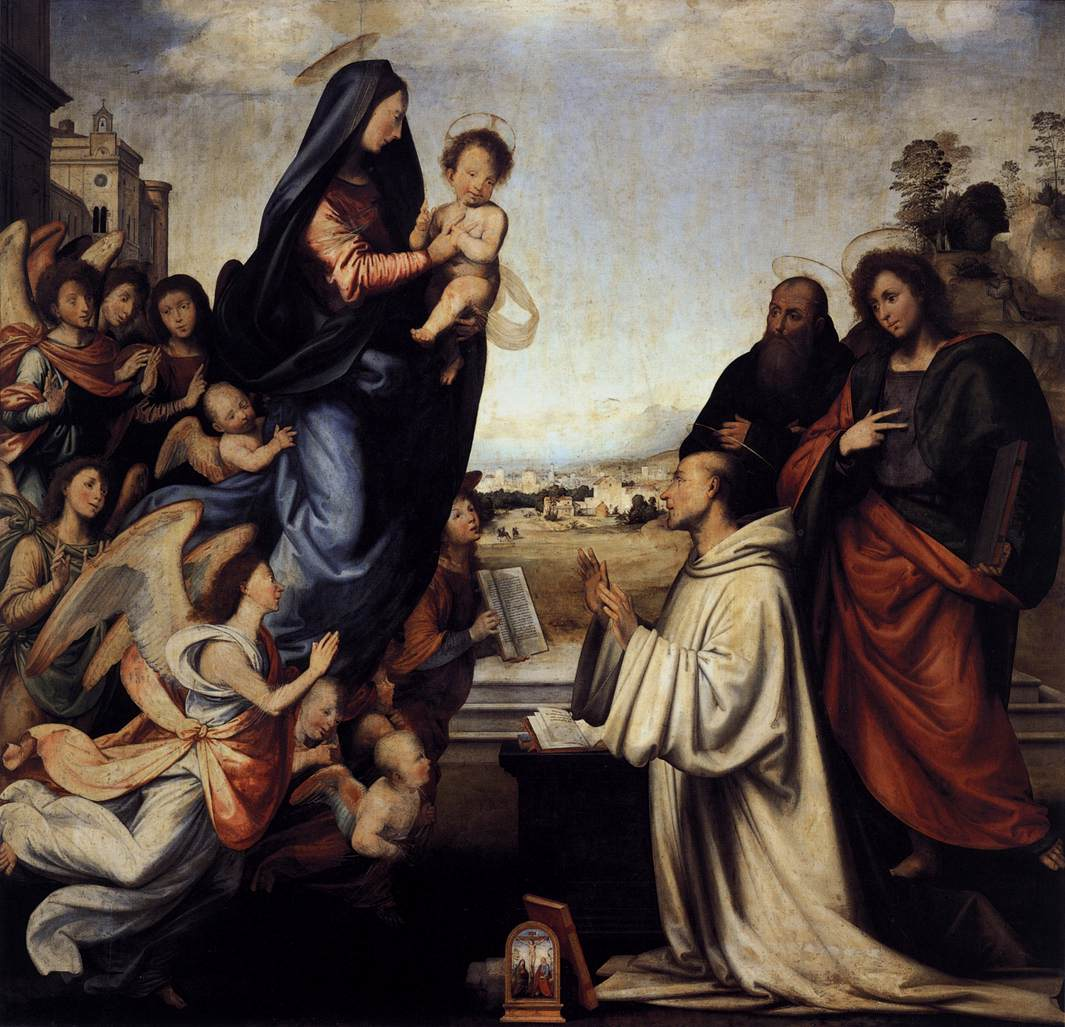
Sfântul Bernand

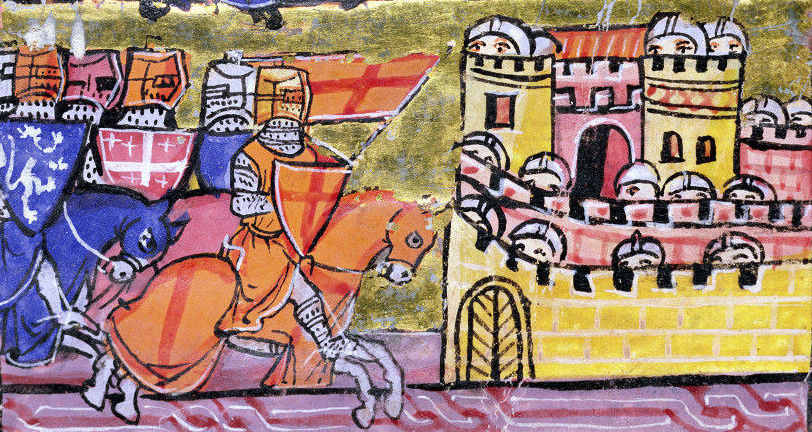
Asediul Damascului

Turcii nu au renunțat la teritoriile pierdute. Căpeteniile selgiucide, pentru o vreme, au pus capăt rivalităților dintre ele și, unindu-se, au început contraofensiva, ajutate fiind de nemulțumirile din rândul populației supuse, care se răscoală în mai multe rânduri. Cele două războaie purtate, în anii 1144-1146, între cruciați și selgiucizi au sfârșit cu recucerirea Edessei de către musulmani. În 1145, papa a decretat Cruciada a doua că răspuns direct la pierderea Edessei. În luna martie 1146, cǎlugǎrul  Bernard de Clairvaux  chema la război sfânt contra sarazinilor nu ca să-i convertească pe aceștia, pentru că el credea în libertatea actului de credință, ci ca să-i împiedice de a face rău creștinilor.
Cruciada a atras mulți recruți: regele Franței, Ludovic al VII-lea al Franței și împăratul romano-german, Conrad al III-lea al Germaniei. Conrad a plecat din Nurnberg în mai 1147, iar Ludovic l-a urmat la o lună după aceea, însoțit de soția sa, Eleanor de Aquitania. Armata romano-germană a ajuns la Constantinopol, unde Conrad a primit sfaturi de la împăratul bizantin, Manuel I Comnen, care i-a spus lui Conrad să meargă de-a lungul coastei Asiei Mici și să trimită acasă pelerinii necombatanți care îl însoțeau. 
Conrad nu l-a ascultat, ducând pe toată lumea pe drumurile din interiorul Asiei Mici, unde au rămas fără hrană și apă și au fost, parțial, prinși de către turci. În octombrie 1147, la Dorylaeum, au fost masacrați, iar Conrad a fost unul dintre puținii care au scăpat cu viață. Rămășițele armatei romano-germane s-au alăturat armatei franceze la Niceea și au urmat lungul coastei anatoliene. Armata franceză era lipsită de disciplină și s-a înfruntat cu turcii. Ludovic a decis să divizeze armata, ducându-și curtea și cavaleria pe mare, în Antiohia. Restul armatei s-a împărțit și ea, fiind atacată de turci. Doar jumătate din contingentul francez inițial a ajuns la Antiohia. 
În Antiohia, Ludovic a fost întâmpinat de prințul Raymond, care era unchiul lui Eleonor de Aquitania, dar nu era decât cu câțiva ani mai în vârstă decât ea. Raymond i-a propus o expediție comună pentru a elibera Edessa. Din motive personale, Ludovic s-a dus spre sud, spre Ierusalim, având impresia că Raymond avea o relație incestuoasă cu Eleonor și dorea să-și îndepărteze soția de el. Ludovic a ajuns în mai 1148, alăturându-se lui Conrad, care a ajuns cu o lună mai devreme. 
După ce s-au odihnit, Ludovic și Conrad au avut o întrevedere cu regele Balduin, regele Ierusalimului. Au convenit să atace Damascul în iulie 1148, această decizie dovedindu-se o greșeală catastrofală. Armata lor uriașă s-a retras cinci zile mai târziu, după ce au suferit pierderi teribile. Liderii cruciați s-au certat, apoi s-au despărțit și au plecat acasă.

## Cruciada a III-a (1189–1192)

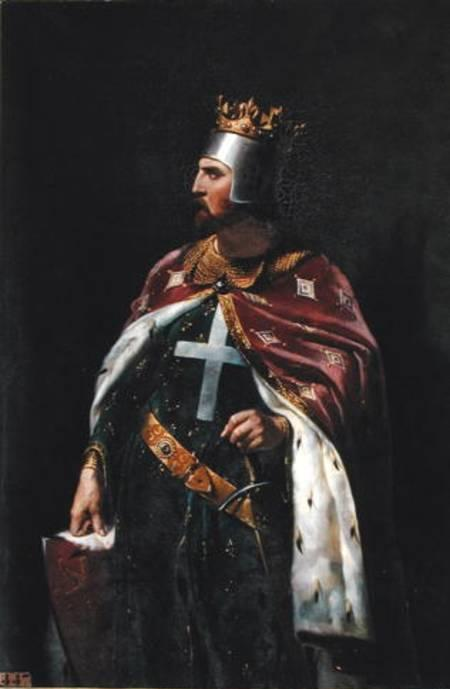
Richard I
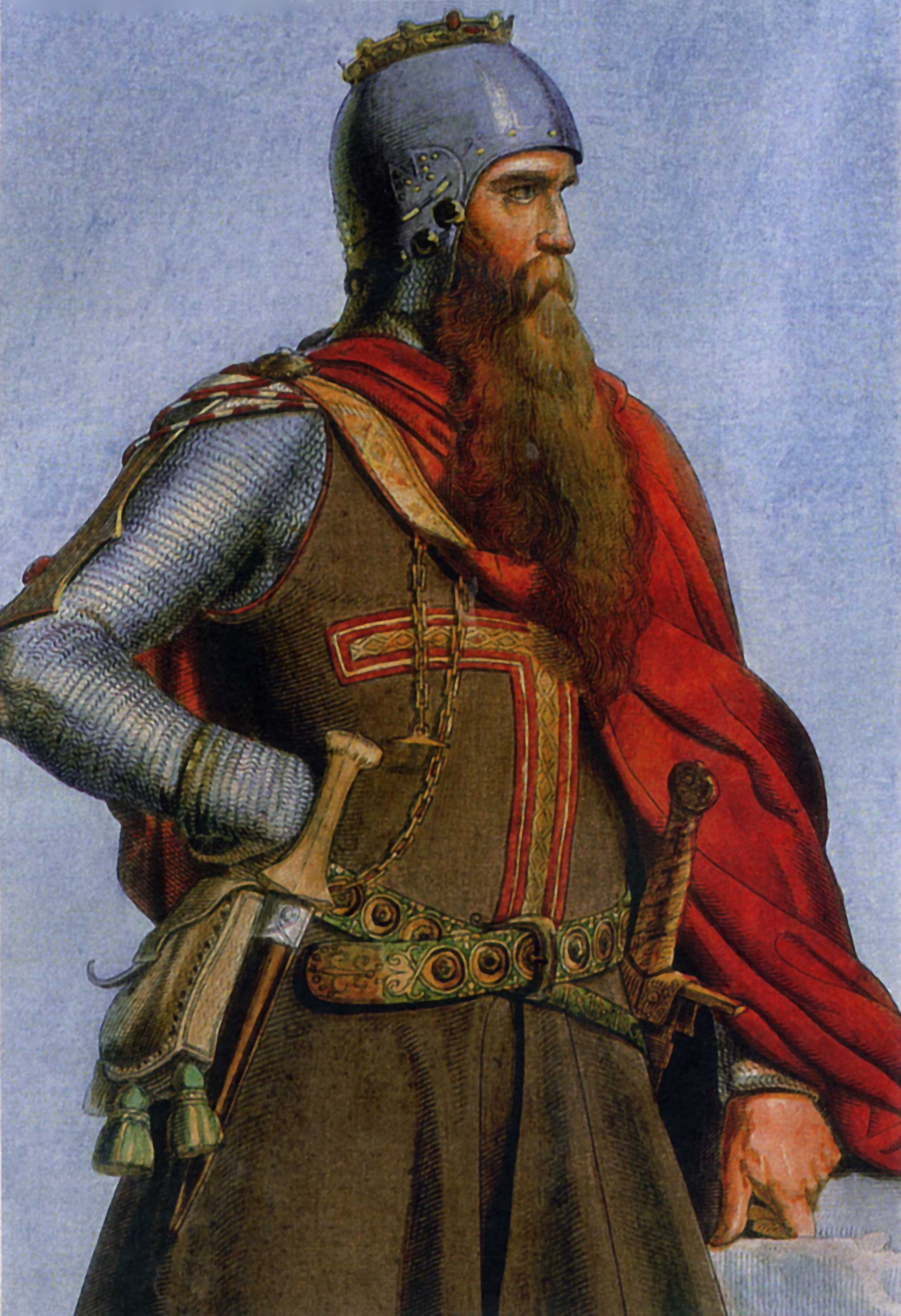
Frederic I
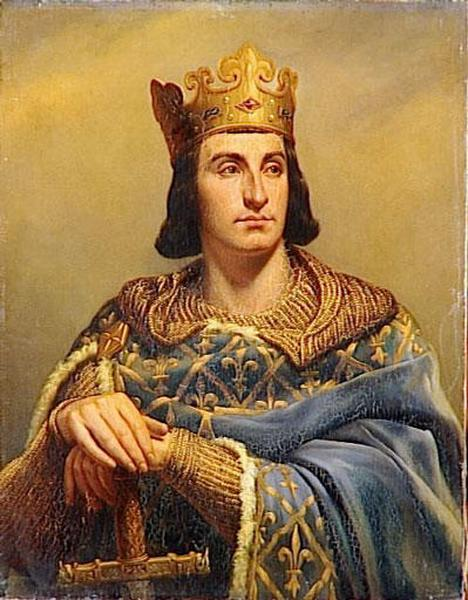
Filip al II-lea

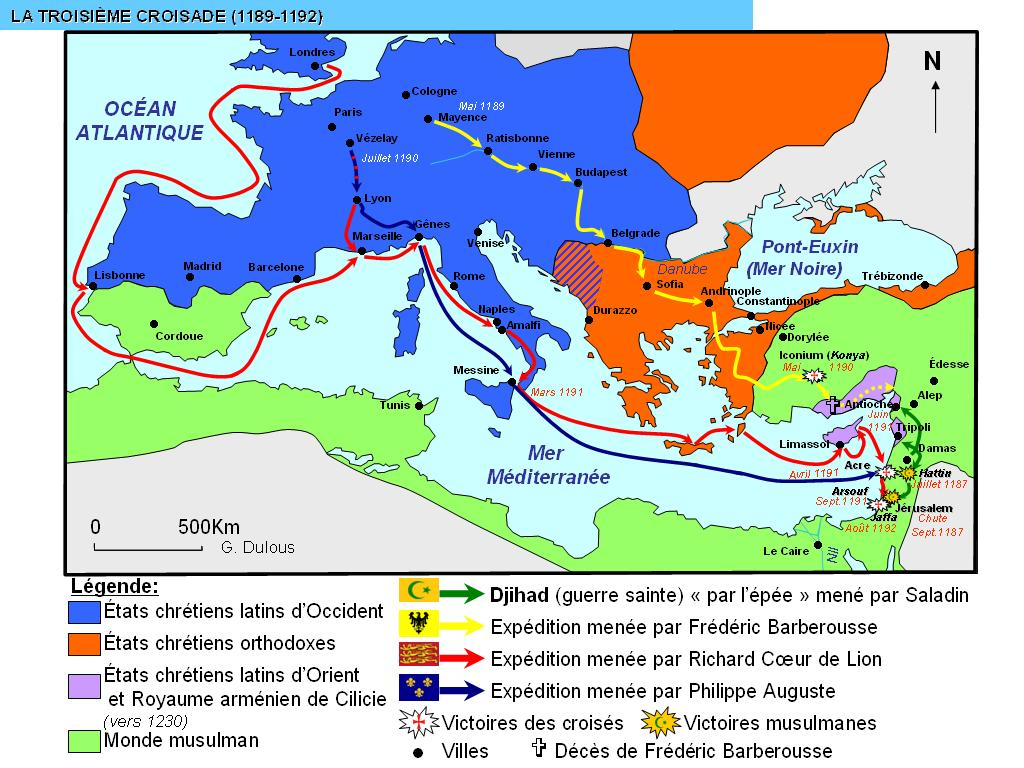
A treia cruciadă

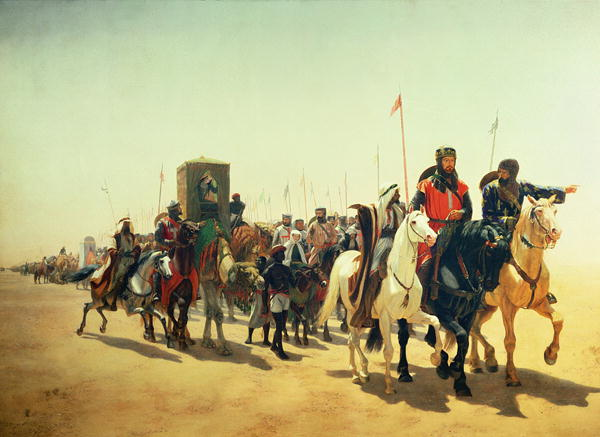
Richard Inimă de Leu, în drum spre Ierusalim

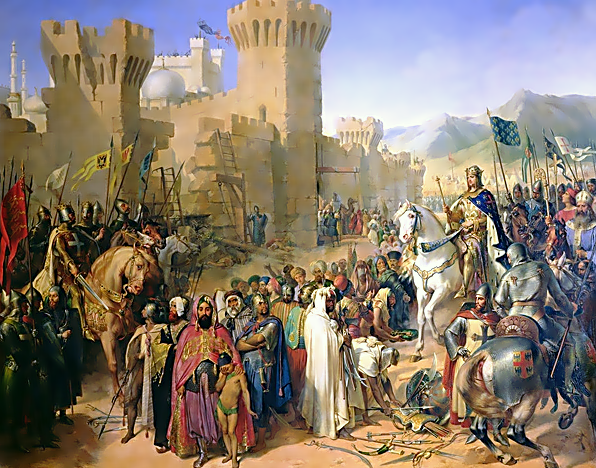
Asediul Acrei

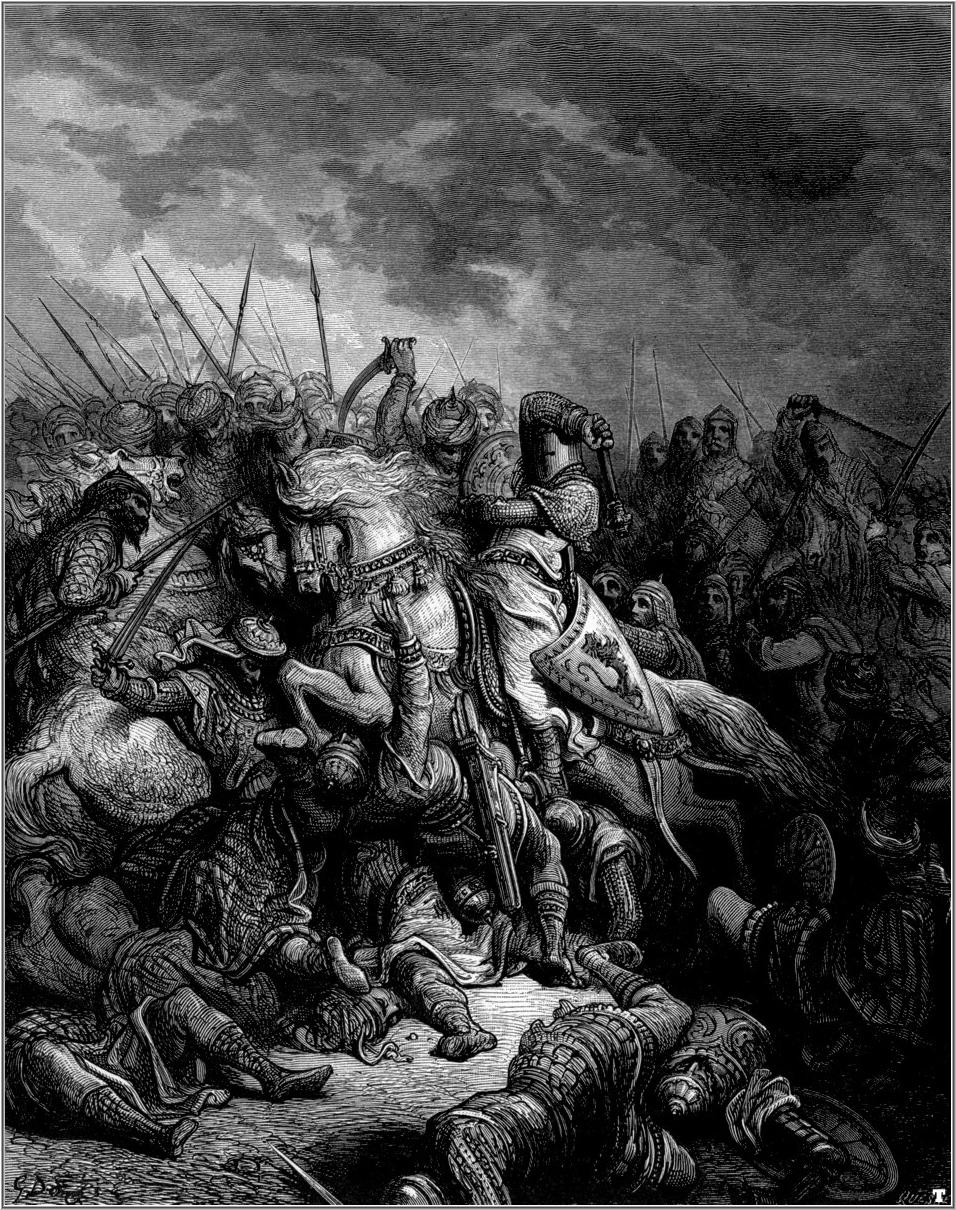
Bătălia de la Arsuf

După dezastrul din cea de-a doua cruciadă, musulmanii s-au regrupat și și-au rezolvat conflictele. Sub Nur, succesorul lui Zangi, fatimizii și-au extins teritoriul . În 1169, fatimizii conduși de succesorul său, Saladin, au cucerit Egiptul. Saladin a eliminat prezența cruciadă din regiune și, în 1187, a invadat Regatul Ierusalimului. În Bătălia de la Hattin, din Galileea, a zdrobit armata cruciată condusă de Guy de Lusignan. După ce a cucerit castelele cruciate, în 2 octombrie 1187, Ierusalimul s-a predat lui Saladin. Doar Tyrul se mai afla sub mâinile cruciaților. Vestea succeselor lui Saladin a ajuns în Europa și, în 29 octombrie 1187, Papa Grigore al VIII-lea a anunțat Cruciada a treia.
În ciuda pierderilor și greșelilor îngrozitoare din cruciada precedentă, a existat un val mare de entuziasm. Cei mai puternici regi din Europa au preluat comanda cruciadei: Frederic I al Sfântului Imperiu Roman, Filip al II-lea al Franței și Richard Inimă de Leu, regele Angliei. Armata romano-germană, ce cuprindea 30 000 de soldați, a plecat spre Constantinopol în 1189. În 1190, au înaintat în Anatolia, respingând atacurile turcilor. Frederic s-a înecat accidental într-un râu și armata a fost decimată de boli și foamete. Oamenii săi s-au hotărât să se întoarcă și doar 1000 dintre ei au ajuns la Accra.
Regele Richard și regele Filip au plecat în 1190, călătorind împreună până în Sicilia. S-au certat majoritatea timpului și, apoi, s-au despărțit, Filip plecând pe mare spre Accra, iar Richard s-a oprit în Cipru. În mai 1191, Richard s-a certat cu conducătorul local și a cucerit insula. Cruciații au format o bază din care să atace Țara Sfântă. Richard a continuat drumul spre Acra, unde a preluat conducerea unui asediu de proporții, forțând predarea asediaților. Apoi, a impus prevederi, printre care plata unei răscumpărări, ce a întârziat să apară. Furios, Richard a ordonat masacrarea locuitorilor orașului: 2000 de musulmani, femei, bărbați și copii.
După Asediul Acrei (1189-1191), Richard și-a condus trupele spre sud, cu flota însoțindu-l de-a lungul coastei. A fost atacat de Saladin, dar a repurtat o victorie în Bătălia de la Arsuf din 1191. În bătălie deschisă, Richard era decis să-l învingă pe Saladin, dar nu a putut face față strategiei pământului pârjolit practicată de acesta. Armata a rămas fără provizii și n-a mai putut asedia Ierusalimul. Saladin a atacat Jaffa în iulie 1192. Richard a sosit la timp pe mare. A urmat o bătălie în care cele două armate erau egale. Richard a obținut victoria, primind supranumele de "Inimă de Leu", și a încheiat pace cu Saladin, iar, în cele din urmă, Richard a părăsit Țară Sfânta (octombrie 1192).

## Cruciada a IV-a (1202–1204)

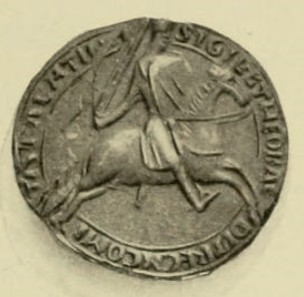
Theobald al III-lea
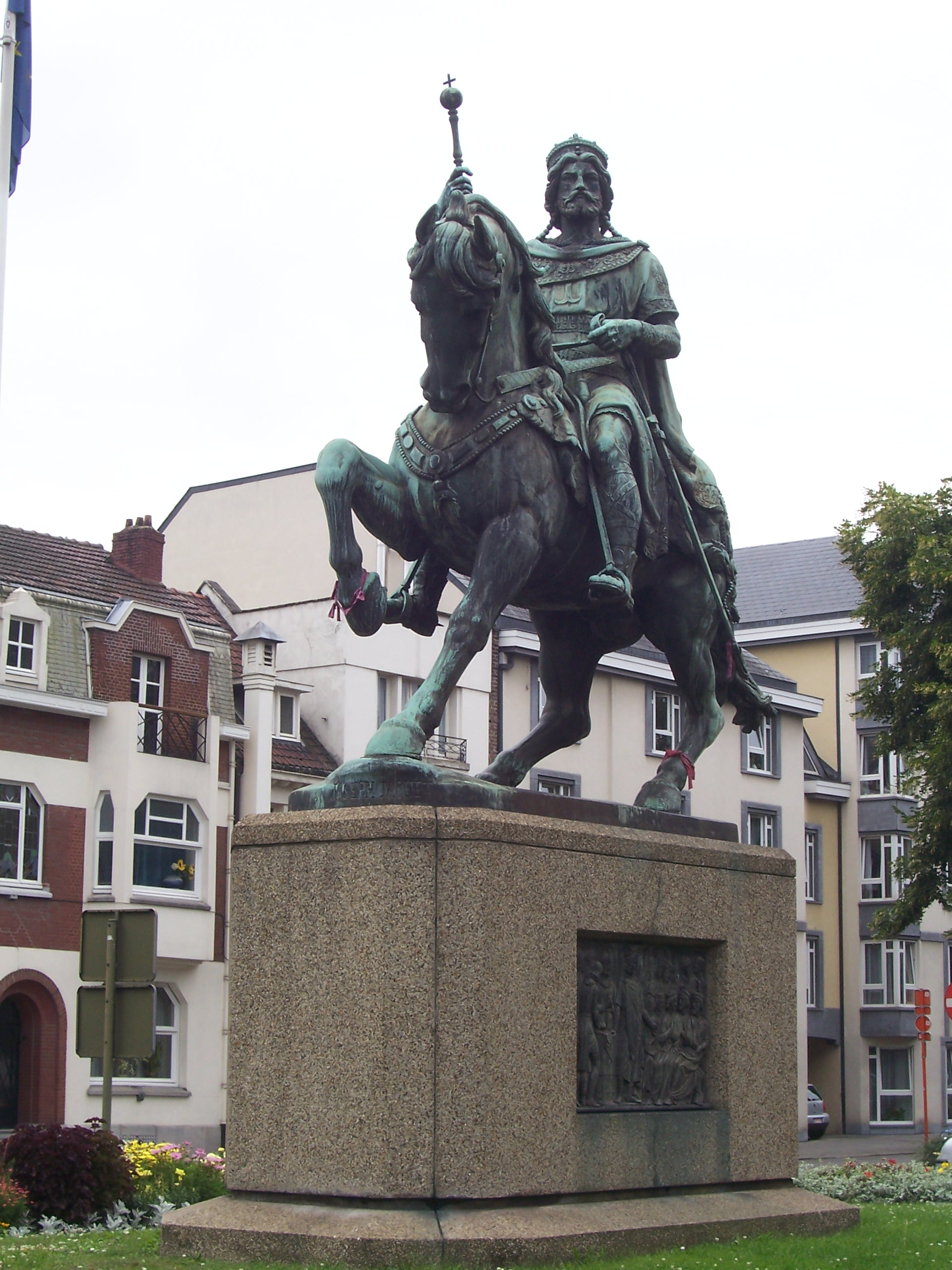
Balduin I
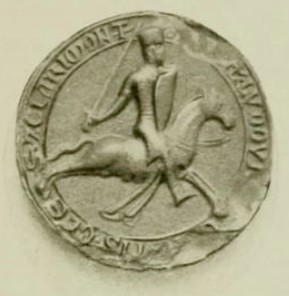
Ludovic I

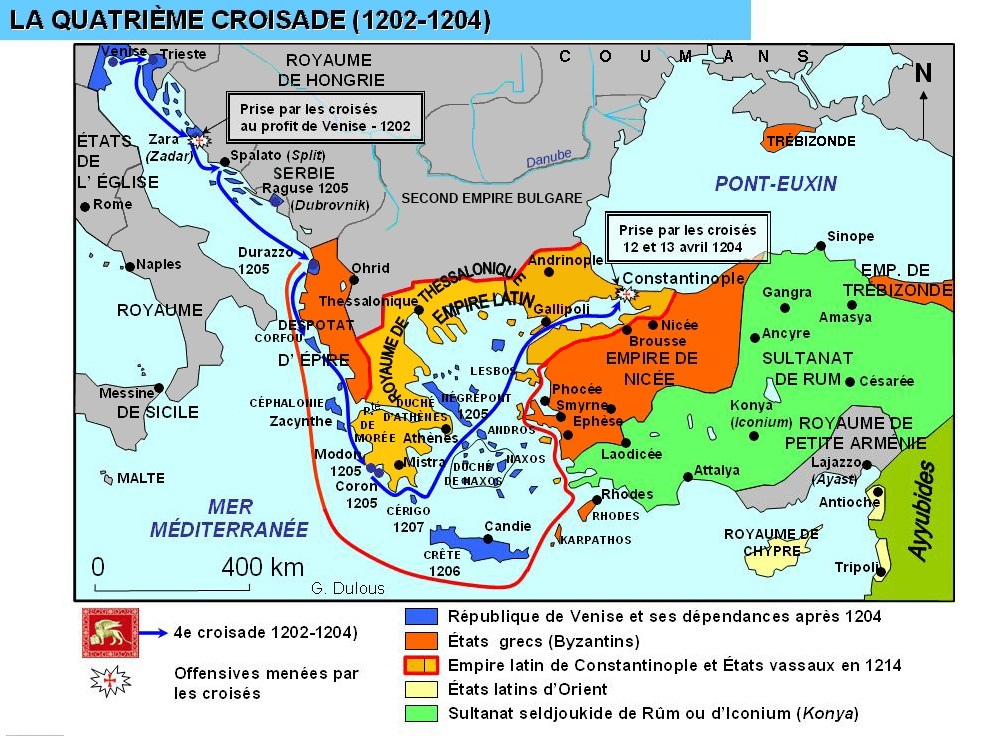
A patra cruciadă

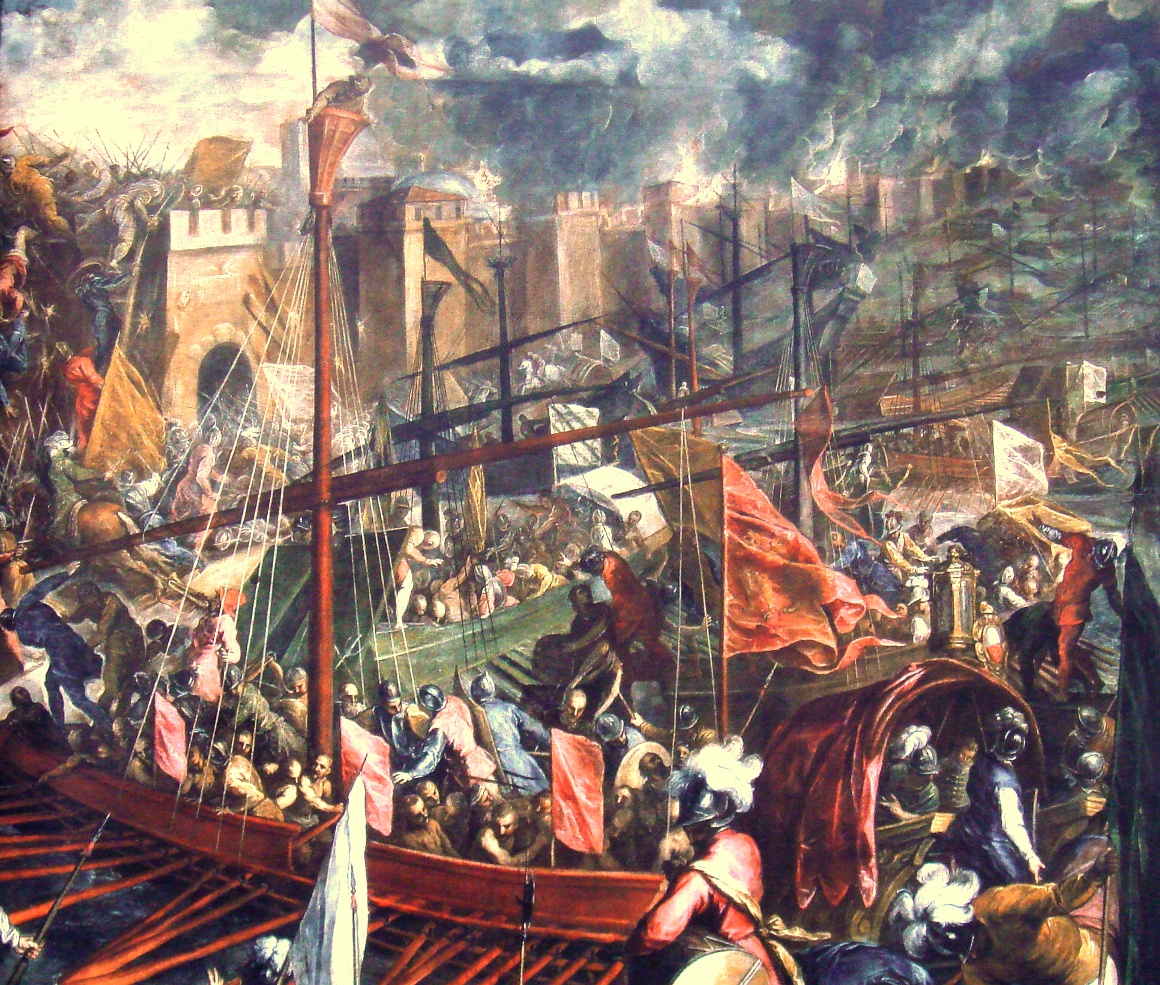

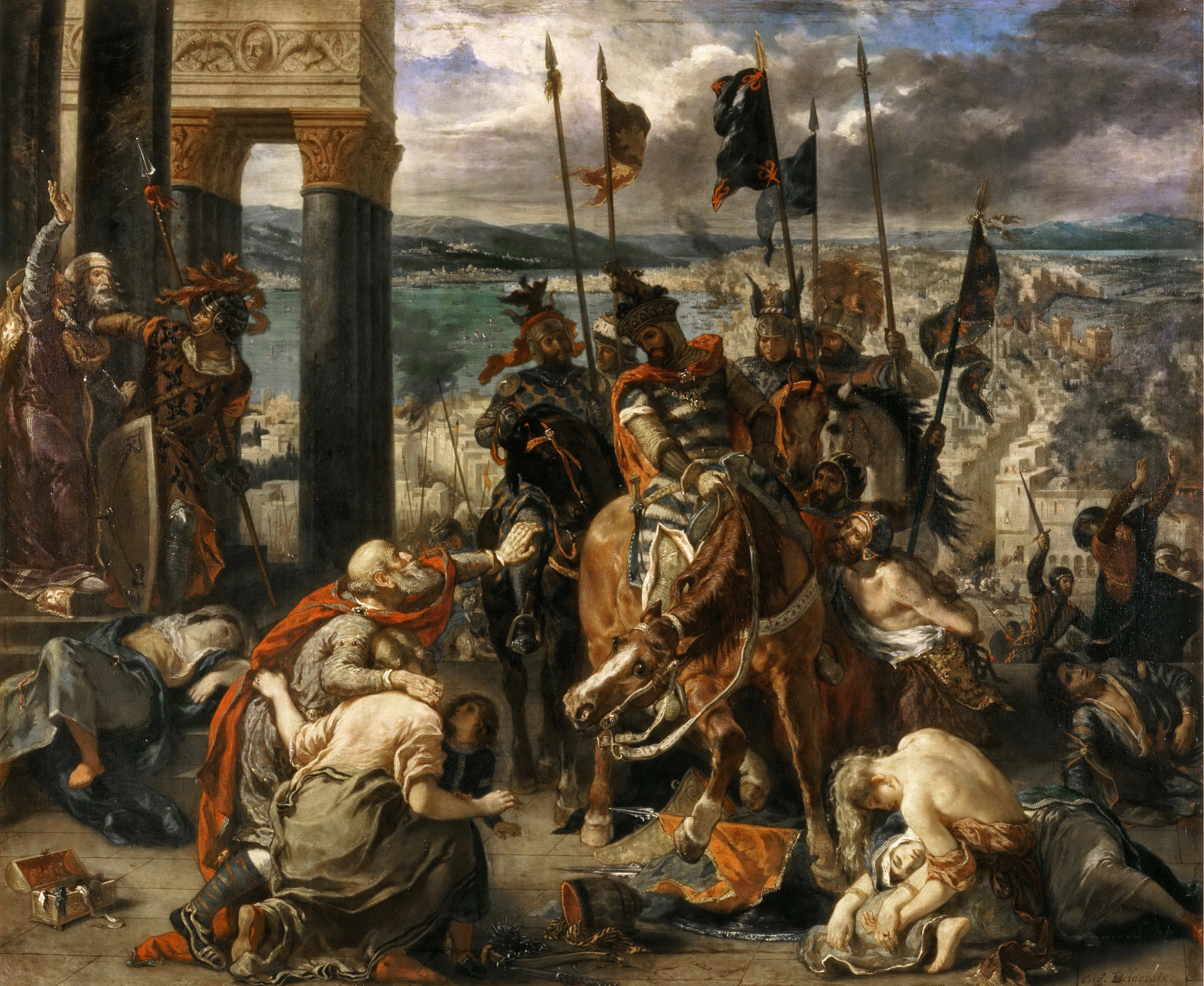

În 1199, Papa Inocențiu al III-lea a chemat credincioșii la luptă. Cavaleri creștini din toată Europa urmau să recucerească Ierusalimul de la sarazini. Cruciada a patra era condusă de contele Theobald al III-lea de Champagne, susținut de contele Balwin de Flandra  și contele Ludovic I de Blois. Cruciații s-au adunat la Veneția. Venețienii aveau să transporte o forță de 25 000 de soldați în Țara Sfântă, trecând prin Egipt. Veneția se aștepta să facă profit, să primească cei 85 000 de mărci și jumătate din orice cuceriri comise de cruciați. În loc să debarce în Egipt și să călătorească spre nord în Ierusalim, armata cruciată a debarcat la Constantinopol, traversând Anatolia pe jos.
Venețienii au fost de acord să susțină cruciada cu o condiție: să cucerească orașul Zara de pe coasta Adriatică și să-l predea Veneției. Zara era, însă, o posesiune a Regelui Ungariei, acesta fiind creștin și cruciat. Papa a aflat și i-a amenințat cu excomunicarea pe toți cei implicați. Cruciații, însă, au cucerit Zara (24 noiembrie 1202). Papa i-a excomunicat pe toți, dar s-a răzgândit, cerând ca nicio altă facțiune creștină să nu mai fie atacată.
În iunie 1203, cruciații au sosit la Bosfor, lângă Constantinopol, la bordul corăbiilor venețiene. Au debarcat și au făcut tabăra. După un atac naval și terestru, au cucerit Constantinopolul. Cruciații au cerut plata a 200 000 de mărci și s-au retras așteptându-și banii. În ianuarie 1204, nobilii bizantini au ridicat obiecții la suma colosală și s-a ajuns la un asediu scurt, în aprilie 1204. Cruciații au recucerit capitala bizantină și au jefuit-o cu violență. În urma acestei victorii, venețienii au fondat Imperiul Latin de Constantinopol, care a existat timp de 60 de ani.

## Cruciada a V-a (1217–1221)

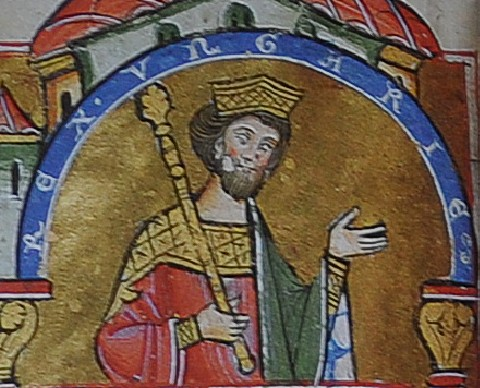
Andrei al II-lea

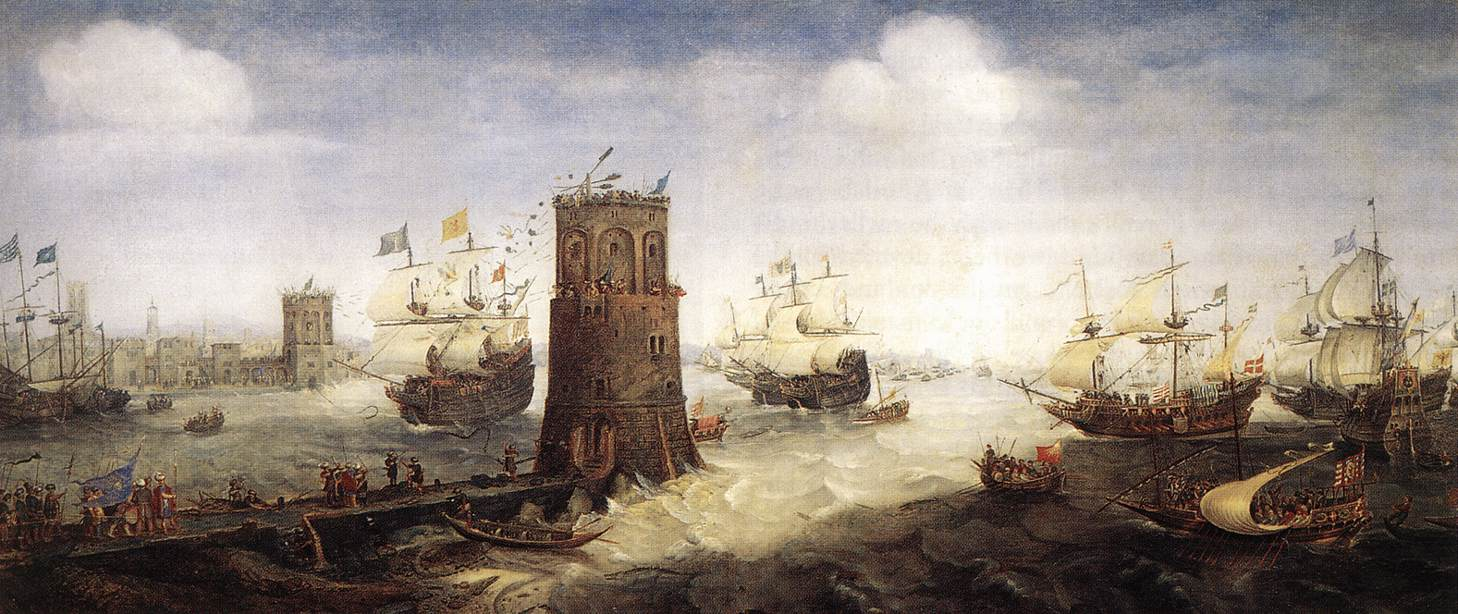
Asediul orașului Damietta

În 1217, Papa Honoriu al III-lea l-a însărcinat pe arhiepiscopul Acrei, Jacques de Vitry să propovăduiască “războiul sfânt” în Siria și Palestina. În statele cruciate care mai rămăseseră domneau acum principiile legilor numite Așezămintele Ierusalimului. Conform acestora, exista domnia deplină a baronilor și existau relațiile sociale de tip feudal.
La această cruciadă porniră spre Acra, locul de întâlnire al cruciaților, o serie de feudali: ducele Leopold al VI-lea de Austria, regele Andrei al II-lea al Ungariei. Au mai participat nobili și simpli pelerini din Germania, precum și baronii din statele cruciate. La sfârșitul lunii octombrie 1217, cruciații au ținut un mare consiliu de război la Acra.
În urma acestui consiliu, armatele cruciate, care numărau 2000 de cavaleri, câteva mii de soldați călări, circa 20000 de pedeștri și numeroase trupe neregulate, au pornit la atac. Sultanul Egiptului Malik al-Adil știa că atacul se rezuma la o cavalcadă a feudalilor, iar întreaga expediție a cruciaților la limitele unui pelerinaj armat. Malik al-Adil se îndreptă spre Damasc, apoi trimise trupe de întărire la Ierusalim. Regele Ungariei, îmbolnăvindu-se, se întoarse acasă în anul 1218.
Jean de Brienne, regele Acrei, se gândi să se folosească de flotele europene pentru a cuceri Alexandria și Damietta. După el, cheile Ierusalimului se găseau la Cairo, deci trebuia înfrânt sultanul Egiptului, Malik al-Adil. Orașul Damietta căzu, iar Malik al-Adil  va muri în 31 august 1218. Noul sultan al Egiptului, Malin al-Kamil, încercă să reia ofensiva pentru a despresura Damietta, dar luptătorii lui fură învinși în lupta din 9 octombrie 1218.
Viceregele Damascului, Al-Muazzam, fratele lui Malin al-Kamil, porunci să se distrugă toate zidurile de apărare ale Ierusalimului. Dărâmarea începu la 19 martie 1219. Al-Muazzam avea convingerea că, în curând,musulmanii vor fi constrânși să predea Ierusalimul în schimbul pozițiilor ocupate de cruciați în Egipt. El socotea că e mai bine să predea un oraș pustiu și ruinat, decât un loc întărit.
Leopold al VI-lea, ducele de Austria, se reîntoarse în Europa. Malin al-Kamil, sultanul Egiptului, propuse cruciaților ca aceștia să ridice asediul Damiettei, în schimbul restituirii Ierusalimului. Legatul papal, cardinalul Pelagius de Albano, determină consiliul de decizie să respingă propunerile sultanului Malin al-Kamil.
Cruciații pedeștri porniră la asaltul Damiettei, dar Malin al-Kamil și garnizoana din oraș îi respinseră. Cruciații, întăriți cu noi forțe sosite din Europa, asaltară Damietta pe care o cuceriră la 5 noiembrie 1219. Cruciații aveau de gând să facă din Damietta un centru de rezistență asemănător Acrei.
Eyubizii (populația arabă din Egipt) porniră să salveze Egiptul în 1220. Din pricina neînțelegerilor cu legatul papal, cardinalul Pelagius de Albano – nobil spaniol, regele Acrei, Jean de Brienne, părăsise conducerea cruciadei, lăsând-o numai în seama legatului papal. Delegații eyubizilor au propus, din nou, să se facă un schimb între Damietta și regatul Ierusalimului, dar nobilul spaniol a respins iarăși propunerea făcută. El hotărî să se pornească cu toate forțele la cucerirea orașului Cairo. Regele Jean de Brienne, care se retrăsese la Acra, se răzgândi și făcu cale întoarsă, debarcând la Damietta la 7 iulie 1221.
Sultanul Malin al-Kamil mai făcu o ultimă propunere cruciaților de a le restitui regatul Ierusalimului, cu condiția ca ei să părăsească Egiptul. Legatul papal refuză din nou oferta sultanului. Cardinalul Pelagius de Albano dădu ordinul de plecare spre Cairo, iar Jean de Brienne se supuse, ca să nu fie considerat trădător.
Malin al-Kamil se ferea să dea vreo bătălie înainte de a primi ajutoare și a încercat o nouă conciliere, dar legatul papal refuză orice înțelegere. În timp ce cruciații urcau pe Nil, Malin al-Kamil poruncește ruperea digurilor, astfel cruciații sunt, parțial, înecați iar trupele egiptene le tăiaseră, astfel, drumul. Pentru cruciați, bătălia era pierdută.
La 7 septembrie 1221, Damietta fu predată foștilor ei stăpâni, iar cruciații s-au îmbarcat, o parte pentru Europa, o parte pentru Răsărit, întorcându-se la locurile cucerite de ei în vremea primei cruciade. Pacea încheiată acum va fi menținută timp de opt ani (1221-1229).
La Acra, Tripoli și Antiochia baronii și conducătorii s-au luptat mai departe între ei pentru putere și interese mărunte.

## Cruciada a VI-a (1228–1229)

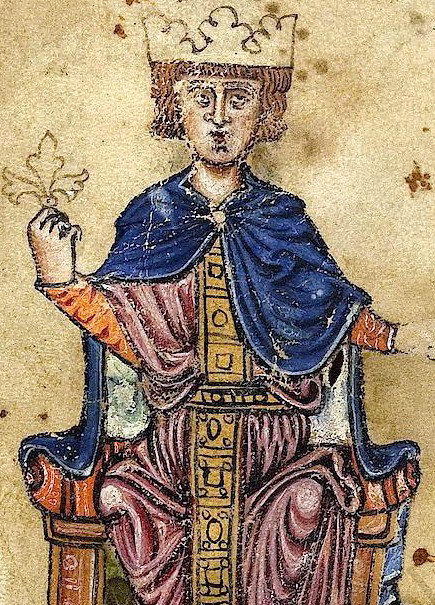
Frederic al II-lea

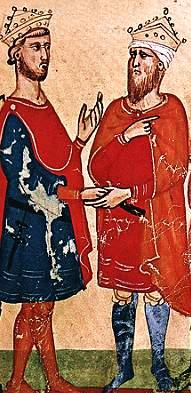
Al-Kamil și Frederic al II-lea

Împăratul romano-german Frederic al II-lea nu a susținut Cruciada a V-a din motive interne, deși a jurat să o facă. S-a căsătorit cu fiica de 13 ani a regelui Ioan al Ierusalimului și, apoi, s-a grăbit să se declare rege al Ierusalimului, uitând că socrul sau era încă în viață. Papa era supărat pe împărat pentru că nu și-a îndeplinit jurământul de a merge în Țară Sfântă. În august 1227 Frederic a pornit spre Țară Sfântă, dar, după câteva zile, a dat ordin flotei să se întoarcă în port pentru că nu se simțea bine, iar Papa, înfuriat, l-a excomunicat.
În iunie 1228, Frederic al II-lea a pornit din nou, ajungând la destinație, la Accra. Majoritatea cruciaților au refuzat să se supună ordinelor sale, deoarece era excomunicat. Frederic s-a dovedit a fi un bun negociator și a reușit să-l convingă pe sultanul Al-Kamil al sarazinilor să le redea creștinilor principalele locuri sfinte ale creștinilor: Betleem, Nazaret și Ierusalim. A negociat un coridor de trecere prin care pelerinii să poată ajungă la Ierusalim de pe coastă, precum și o pace de 10 ani.
Prin diplomație, Frederic a realizat mai mult decât oricare cruciadă de până atunci. Și-a îndeplinit pelerinajul personal la Ierusalim, unde s-a încoronat, în 18 februarie 1229, ca rege. Însă, fiind încă excomunicat, erai evitat de clerici și de ceilalți regi. Papa chiar a ordonat o cruciadă împotriva împăratului, confiscându-i domeniile din sudul Italiei. Frederic a plecat din Țara Sfântă și a ajuns în Italia, în mai 1229, unde a înfrânt trupele papale și și-a recuperat teritoriile. În trei luni, apoi, a făcut pace cu papa.

## Cruciada a VII-a (1248–1254)

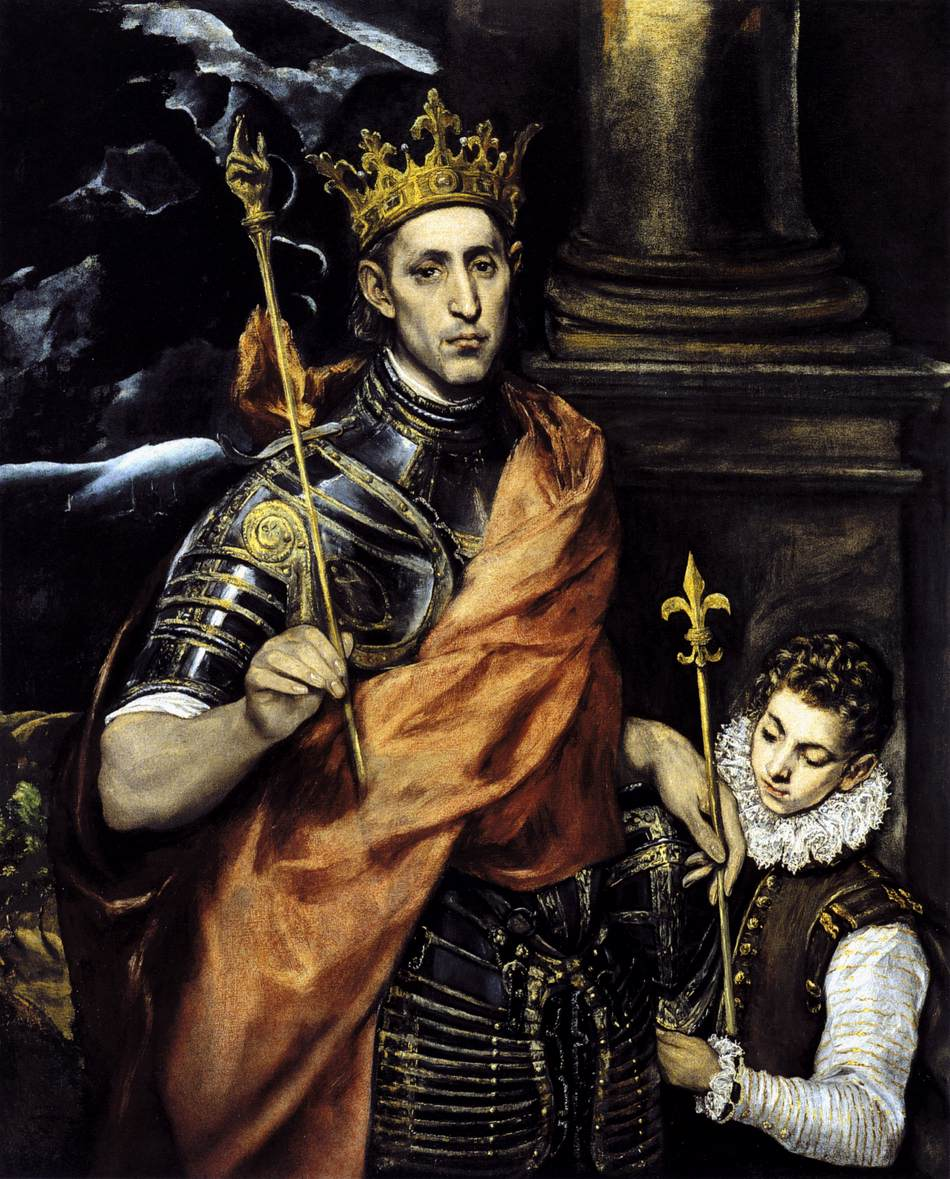
Ludovic al IX-lea

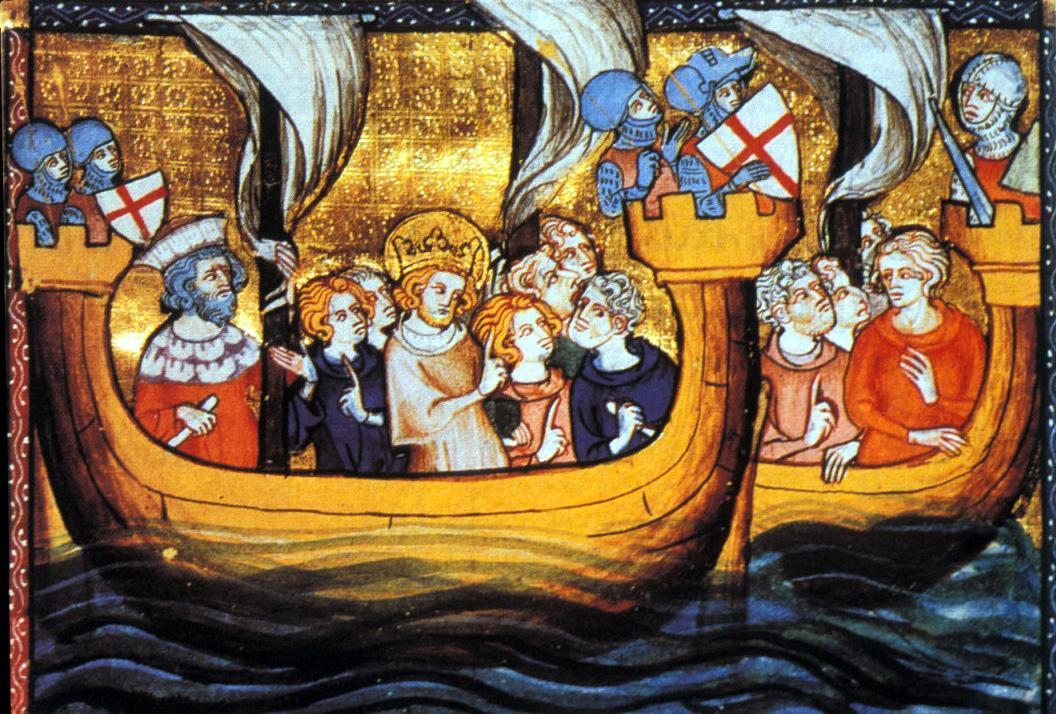
A șaptea cruciadă

La 20 de ani de la cruciada diplomatică a lui Frederic al II-lea, cea de-a șaptea cruciadă a fost organizată și finanțată de regele Franței, Ludovic al IX-lea, ca răspuns pentru recucerirea Ierusalimului, în 1244, de către sarazini. Ludovic a petrecut patru ani plănuind și pregătind expediția care a început în august 1248. Armata cruciată a debarcat în Cipru, unde a iernat și a făcut alte pregătiri. Planul era să debarce în Egipt, unde să-și clădească o baza și să traverseze Sinaiul către Ierusalim.
Debarcarea în Egipt, în 5 iunie 1249, a avut succes, iar Damietta a căzut a doua zi. Următoarea mișcare a fost atacul asupra orașului Mansurah, ce s-a dovedit a fi catastrofală pentru rege și armata sa. Cetatea se găsea pe malul unuia dintre brațele Deltei Nilului, iar sarazinii pe malul opus. Cruciații au încercat să construiască un drum din pietriș, dar au fost bombardați cu foc grecesc.
Cavaleria a trecut printr-un vad și a pătruns în orașul Mansurah, unde a fost nimicită în labirintul de străduțe. Ludovic a ordonat retragerea și, apoi, a fost luat prizonier. Sarazinii au cerut o răscumpărare colosală, fiind plătită imediat. Damietta a fost restituită imediat egiptenilor, iar cruciații au plecat înfrânți. Ludovic a mers în Țara Sfântă, unde a petrecut patru ani, organizând apărarea regatului Ierusalimului înainte de a se întoarce în Franța, în 1254.

## Cruciada a VIII-a (1270)

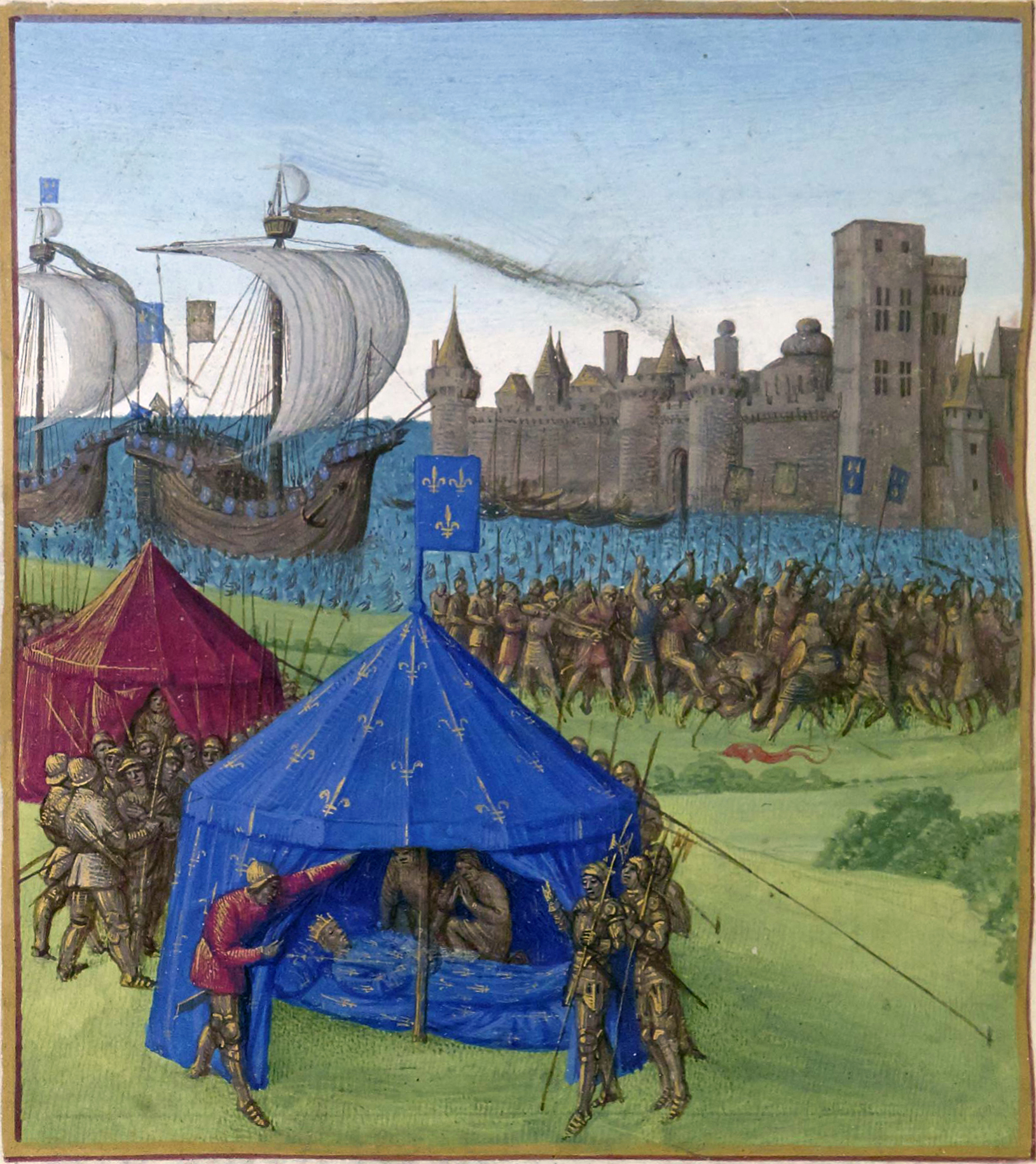
Moartea lui Ludovic

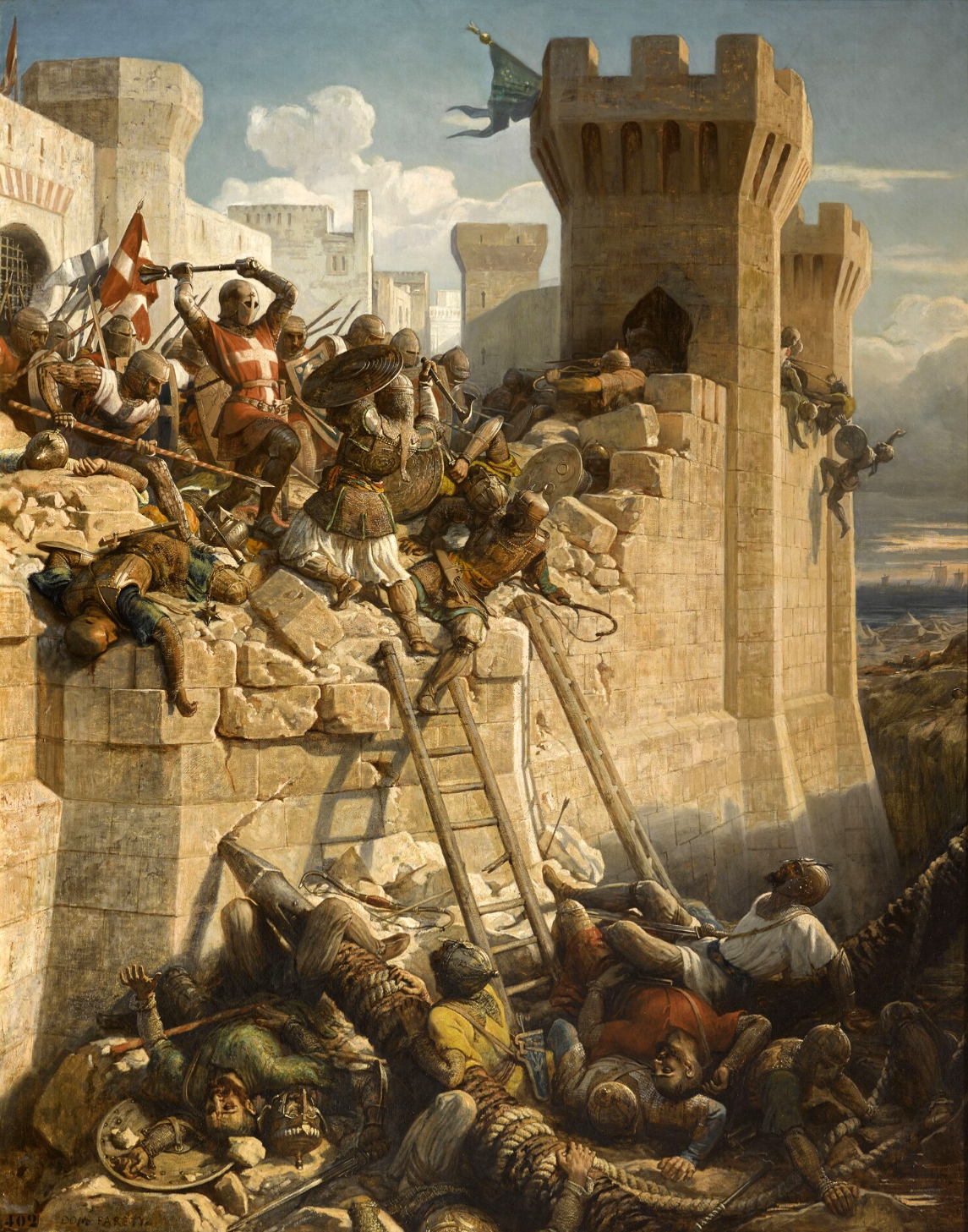
Asediul Acrei din 1291

Răspunsul la apelul papii referitor la o nouă cruciadă îl dă Ludovic al IX-lea, regele Franței, protagonistul celei de-a șaptea cruciade. Într-o adunare solemnă, la 24 martie 1268, regele își anunță hotărârea de a mai conduce o cruciadă.
La 1 iulie 1270, vasele cu cruciați pornesc spre Siria, dar corăbiile își schimbă ruta spre Tunisia. În Tunisia, puterea o deținea dinastia berberă a hafsidilor, monarh fiind emirul Abu’Abd Allah. Schimbarea destinației s-a explicat prin politica personală a lui Carol d’Anjou, ajuns rege al Siciliei, care nu-i ierta emirului din Tunisia că oferise azil celor fugiți din Sicilia și că dinastia hafsidă nu voia să mai plătească tributul pe care-l vărsa mai înainte fostei dinastii (de Hohenstauffen) din Sicilia. Deci, în loc să ajungă la Acra, care își trăia ultimele ceasuri, cruciații au ajuns în Tunisiaș unde nu căutau decât noi cuceriri și jafuri. Baibars, sultanul mameluc al Egiptului a oferit ajutor emirului Tunisiei. Regele Franței, Ludovic al IX-lea, moare în luptă, după ce a izbucnit o epidemie, iar puținii cruciați rămași în viață s-au întors, înfrânți, în Franța. Pe patul de moarte, regele a șoptit: "Oh Ierusalim, Ierusalim".
Cu această ultimă încercare, așa-numitele "cruciade clasice" au luat sfârșit și, astfel, rând pe rând, statele din Orient au fost recucerite de musulmani. În 1268 a fost recucerită Antiohia, în anul 1289 Tripoli, iar în anul 1291, după un asediu violent, Acra, ultimul centru de rezistență al cruciaților. Doar regatul Ciprului a rămas în mâna "latinilor" mai multă vreme, el fiind cucerit de Imperiul Otoman abia în 1571.

## Urmările cruciadelor
Cruciadele au avut consecințe negative și pozitive, cele negative decurgând din distrugerile de bunuri și masacrele ce aveau loc în timpul războaielor, din exploatarea populației supuse, cele pozitive constând în contactul dintre două civilizații, care s-au influențat reciproc.
Statele creștine formate, deși au avut un caracter efemer, au contribuit ca timp de două sute de ani, zeci de mii de cruciați să se deplaseze în Orientul Apropiat și, odată cu ei, au pătruns și moravurile apusene, pe care clasa dominantă din Orient le-a adoptat. La rândul lor, feudalii apuseni au împrumutat forme ale rafinamentului și luxului oriental, pe care le-au adus apoi în Europa.
Cruciadele au contribuit la dezvoltarea legăturilor dintre Orient și Occident. Relațiile comerciale ale Europei apusene cu Orientul s-au accentuat, fapt de care au profitat orașele, mai ales cele din Italia și sudul Franței. În veacul al XIII-lea, Veneția și Genova făceau comerț cu Orientul prin porturile Siriei și Egiptului. Ele aduceau mărfuri din Orientul musulman și, indirect, din China, insulele Sonde din Indonezia, din India. Veneția și Genova au înființat factorii comerciale la Caffa și la Tana, de unde făceau negoț cu Rusia și Polonia, astfel că, în perioada amintită, se poate vorbi de o supremație maritimă și comercială a celor două orașe în întreg bazinul Mediteranei. Prin mijlocirea orașelor s-au răspândit unele procedee orientale în domeniul industriei textile și al prelucrării metalelor. În Europa s-au introdus unele culturi noi ca: orezul, pepenele, caisul, lămâiul.
Din punct de vedere politic, cruciadele au înlesnit, în Europa Apuseană, procesul de centralizare și de afirmare a regalității, ca urmare a slăbirii unei părți a nobilimii și a știrbirii provocate autorității papale.
Pentru țărănime, expedițiile în Orient au însemnat o sporire a obligațiilor, pentru a acoperi cheltuielile ce le făceau nobilii. Dar, în același timp, ele au stimulat procesul de eliberare a țăranilor din șerbie, eliberarea prin răscumpărare fiind și ea o sursă de venit. Aceeași nevoie de bani a făcut ca nobilii să cedeze presiunii orașelor de a-și răscumpăra libertatea.

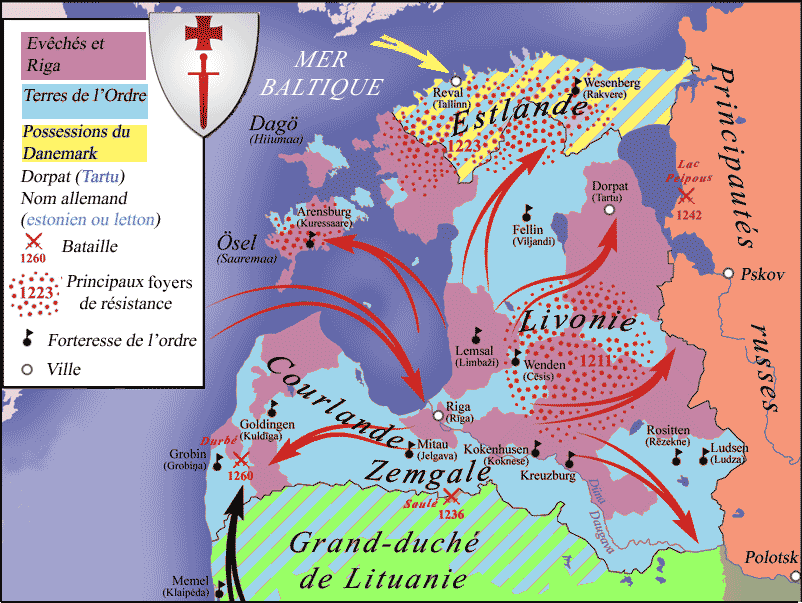
Harta Cruciadelor nordice

Cultura a fost și ea influențată de cruciade. Din cea de-a doua jumătate a secolului al XII-lea, se pun bazele orientalisticii. Cunoașterea Orientului a dat gândirii filosofice, începând cu Raymond Lulle și Toma d'Aquino un nou impuls și o nouă orientare. Cruciadele au dus la îmbogățirea literaturii europene cu noi teme și la dezvoltarea ei în limba maternă. Arhitectura din secolele XIII-XIV, mai ales în Italia, se resimte de influențele orientale, tot așa cum în Siria și Palestina stilul renan și romanic din nordul Franței au lăsat vestigii (castelele, Kerak, Ibelin, mânăstirea de lângă Betleem).